# Ulica Gliwicka w Katowicach
Ulica Gliwicka w Katowicach – ulica w Katowicach, która jest jedną z najdłuższych dróg w mieście, łącząca Śródmieście z Chorzowem przez Załęże.
Choć nie ma znaczenia tranzytowego, jest ważną drogą komunikacyjną ze względu na biegnącą tędy linię tramwajową łączącą Bytom, Świętochłowice, Chorzów, Katowice i Siemianowice Śląskie. Ulica ta jest również jedną z najbardziej charakterystycznych dróg w regionie ze względu na dużą liczbę zakrętów. Była remontowana przez kilka lat do listopada 2008 roku. W części jest ona wyłożona betonową kostką brukową. Przed remontem ulicę przecinała linia kolejowa, po czym w tym miejscu powstało skrzyżowanie z ulicą M. Goeppert-Mayer i ulicą F.W. Grundmanna (część zachodniej obwodnicy Śródmieścia).

## Przebieg
Ulica Gliwicka rozpoczyna swój bieg przy placu Wolności w Śródmieściu Katowic. Droga ta w kierunku zachodnim biegnie następnie przez sam środek dzielnicy Załęże obok centrum rozrywki Punkt 44, kościoła pw. św. Józefa, dawnego budynku urzędu gminy Załęże, hotelu Załęże i załęskiego dworu, gdzie w obrębie skrzyżowania z ulicami Bracką i F. Bocheńskiego przecina węzeł drogowy łączący autostradę A4, drogę wojewódzką nr 902 (Drogową Trasę Średnicową) i drogę krajową nr 79 (ulicę Chorzowską). Następnie biegnie m.in. w pobliżu kaplicy zboru „Betania” i osiedla Kolonii Mościckiego do granicy miasta z Chorzowem, gdzie łączy się z ulicą Armii Krajowej.

## Charakterystyka

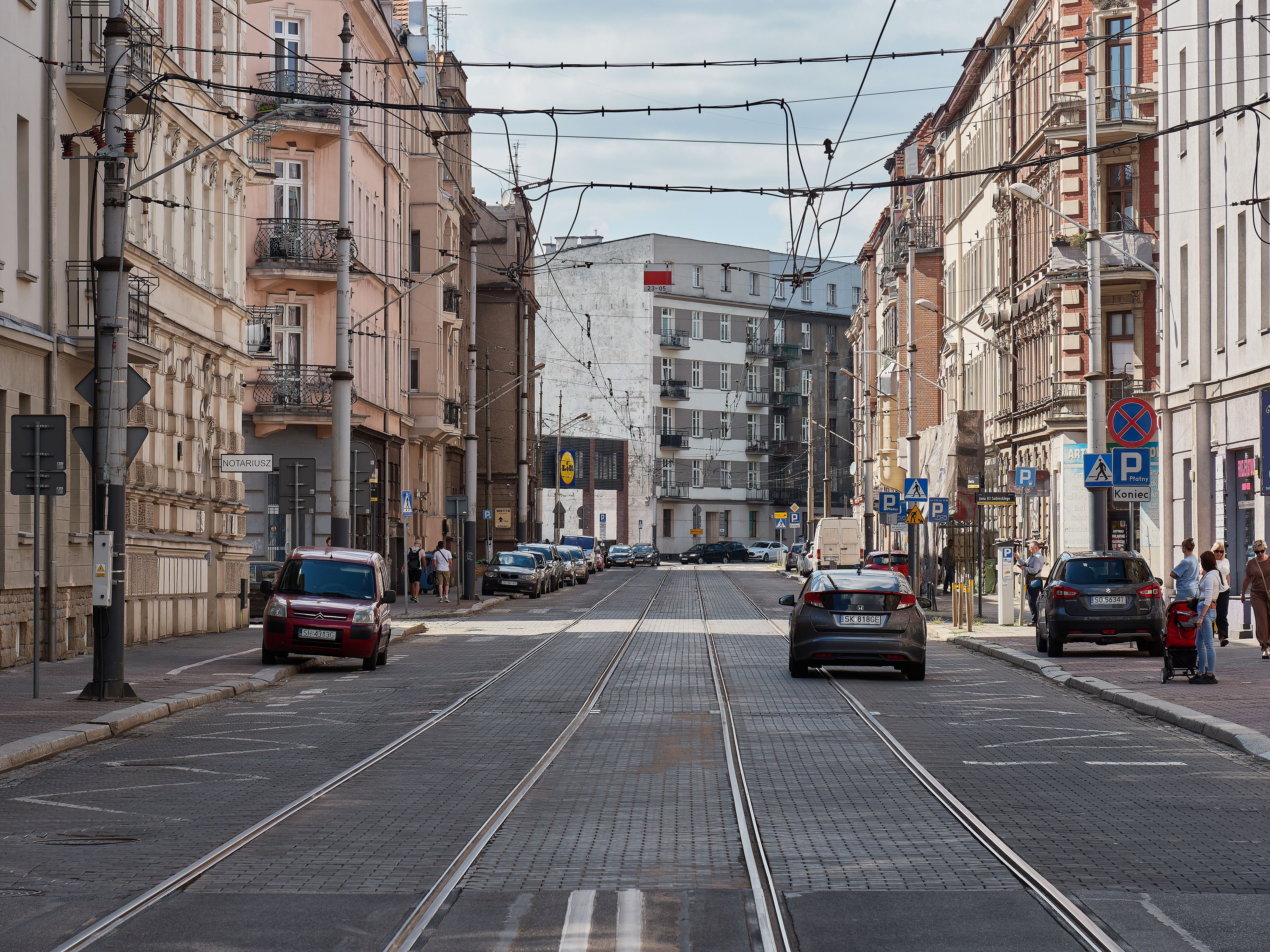
Fragment śródmiejskiej części ulicy Gliwickiej w kierunku Załęża (2024)

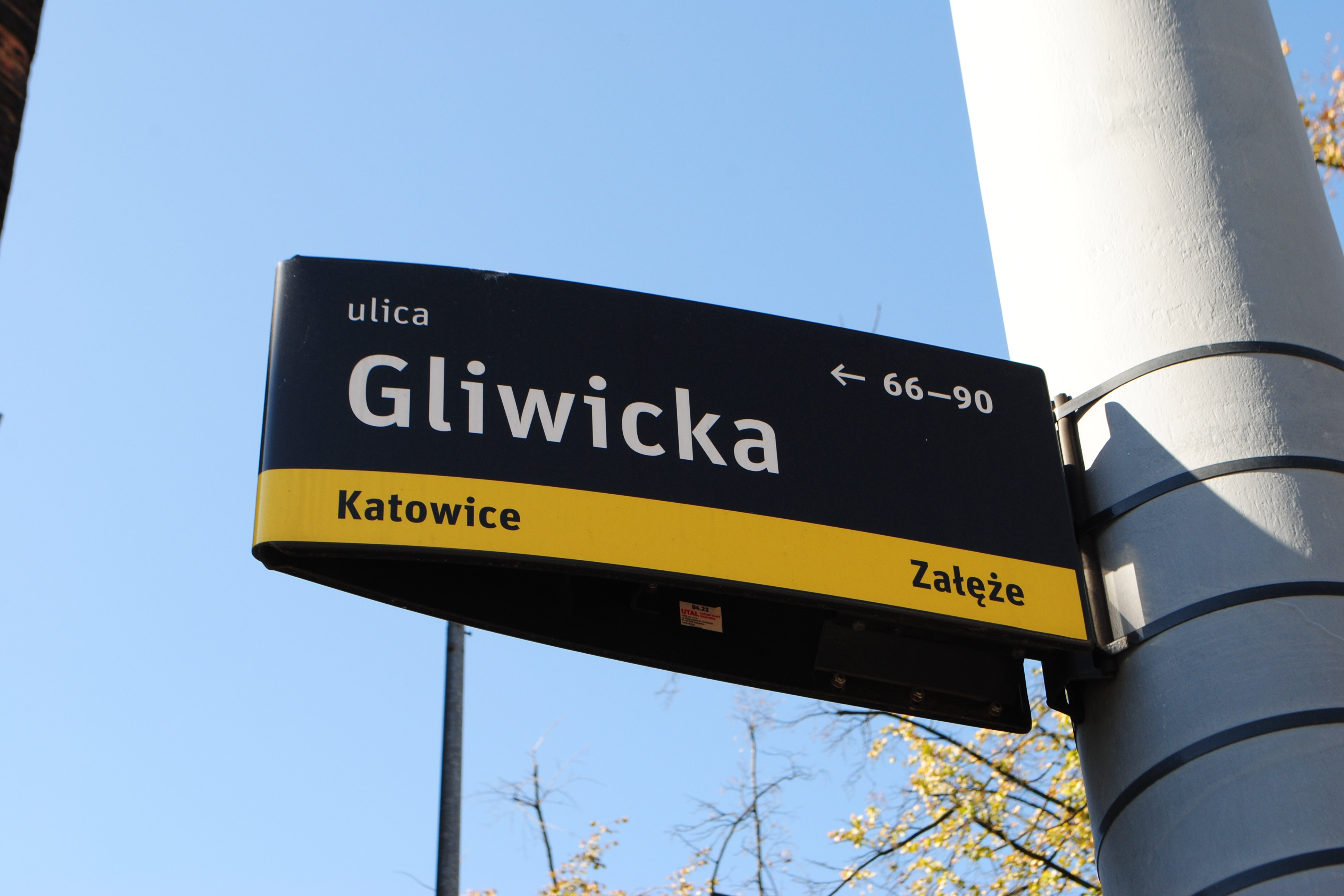
Tablica katowickiego SIM-u z nazwą ulicy Gliwickiej (2024)

Ulica Gliwicka to droga powiatowa nr 6431S o klasie drogi zbiorczej. Jezdnia odcinka o szerokości 10,1 m pomiędzy placem Wolności a ulicą Żelazną jest wykonana z kostki brukowej, natomiast pozostały fragment z mieszanek mineralno-bitumicznych i posiada różną szerokość (od 7,1 do 10,1 m). Jest to droga o dwóch pasach ruchu z obustronnym chodnikiem. Jej długość wynosi 4 253 m.
Jest ona w administracji Miejskiego Zarządu Ulic i Mostów w Katowicach, w systemie TERYT ulica widnieje pod numerem 05583, a kody pocztowe dla adresów wzdłuż niej to: 40-079, 40-853, 40-854, 40-855, 40-856, 40-857, 40-859, 40-860 i 40-862.
Nie ma ona znaczenia tranzytowego – funkcję tę prowadzą równoległe do niej droga wojewódzka nr 902 i autostrada A4.
Ulicą Gliwicką kursują pojazdy miejskiego transportu zbiorowego Zarządu Transportu Metropolitalnego – zarówno tramwaje, jak i autobusy, na całej swojej długości. Od strony Śródmieścia w kierunku Chorzowa na ulicy znajdują następujące przystanki: Katowice Sobieskiego, Katowice Dąbrówki, Załęże Pośpiecha, Załęże Kościół, Załęże Janasa, Załęże Dwór, Załęże Wiśniowa, Załęże Dom Kultury i Załęże Szkoła. Wzdłuż ulicy na odcinku pomiędzy ulicami Pokoju a Wiśniową oraz pomiędzy ulicami Wiśniową a św. Jana Pawła II przebiega chodnik z dopuszczonym ruchem rowerowym, z czego ten pierwszy odcinek po południowej stronie drogi, a drugi po północnej stronie.
Odcinkiem ulicy Gliwickiej pomiędzy ulicami Wiśniową a św. Jana Pawła II biegnie fragment zielonego szlaku turystycznego – Szlak Dwudziestopięciolecia PTTK.
Śródmiejska część ulicy Gliwickiej zabudowana jest zespołem obiektów z przewagą dużych kamienic modernistycznych, które stanowią jeden z najcenniejszych zespołów tego typu budynków w Katowicach. Dalej na zachód, przy skrzyżowaniu z ulicą Dąbrówki znajduje się trójkątny plac nazwany placem Ofiar Tragedii Górnośląskiej 1945 roku, z pomnikiem odsłoniętym w 2010 roku. Część ulicy Gliwickiej w środkowym biegu (centrum Załęża) obejmuje zespół zabudowy składający się prawie wyłącznie z budynków historycznych. Jest on niejednolity i częściowo tworzy zwartą zabudowę pierzejową, o różnym usytuowaniu w stosunku do ulicy. W większości są to kamienice z końca XIX i początku XX wieku, a wśród nich pojedyncze wolnostojące familoki oraz relikty wcześniejszej wiejskiej zabudowy. 
Dalej na zachód w sąsiedztwie załęskiego pałacu rejon ulicy Gliwickiej stanowi obszar w otoczeniu założenia parkowego (plac ks. J. Londzina). Za nim w kierunku Chorzowa położna jest kolonia robotnicza kopalni „Kleofas”, rozciągająca się pomiędzy ulicą F. Bocheńskiego a ulicą Wiśniową. W większości jest to zabudowa 3-4 kondygnacyjna, wolnostojąca, położna przy prostopadłych do ulicy Gliwickiej drogach. Przy zachodnim odcinku ulicy Gliwickiej, nieopodal granicy z Chorzowem znajduje się kolonia I. Mościckiego składająca się z domów jednorodzinnych bliźniaczych w otoczeniu ogrodów.

## Historia

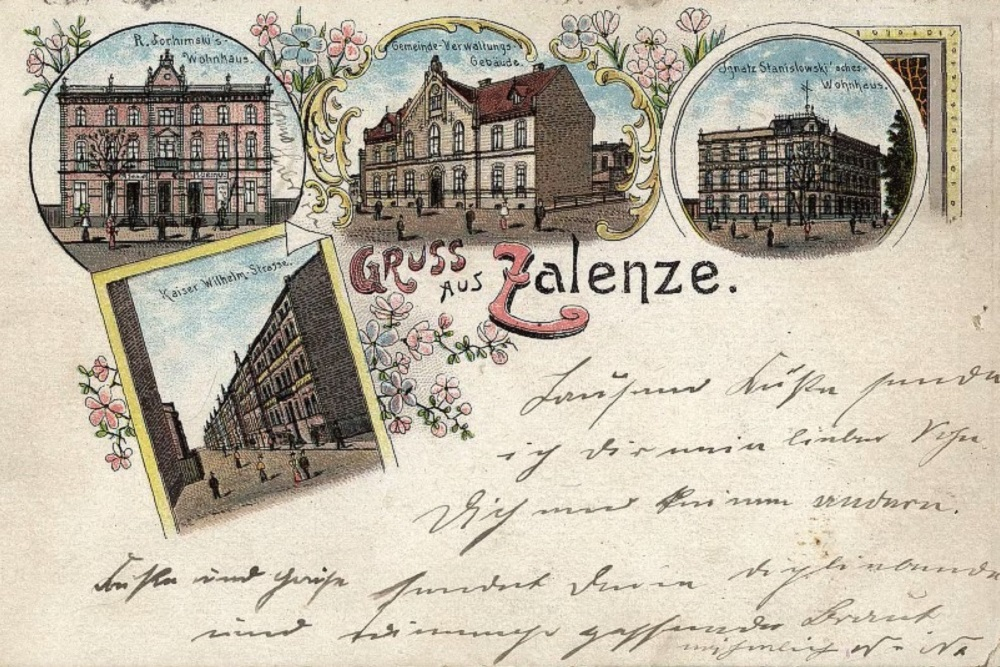
Pocztówka wydana około 1901 roku; u góry od lewej trzy obiekty przy ulicy Gliwickiej, kolejno: kamienica pod nr. 146, ratusz gminy Załęże oraz kamienica narożna pod nr. 98

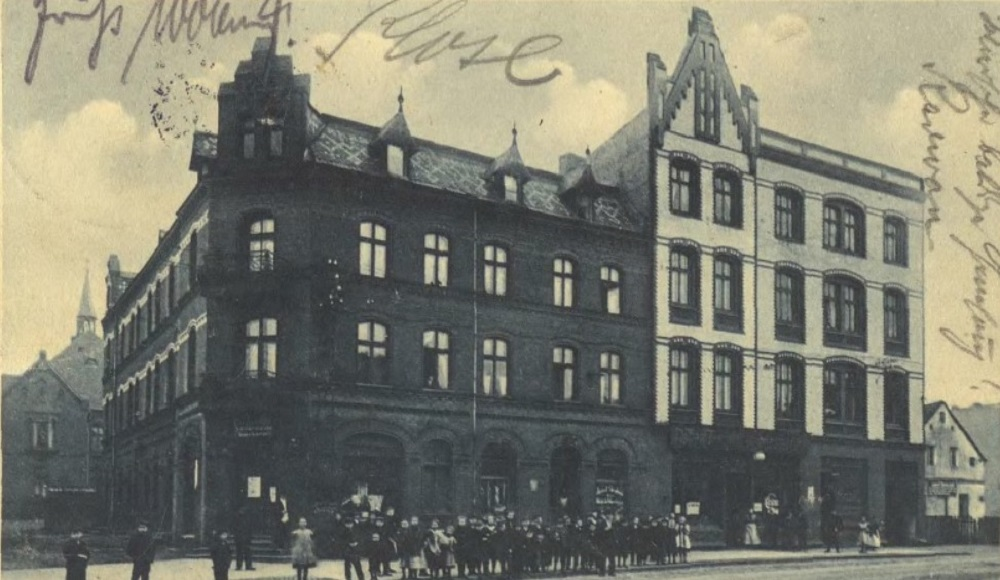
Kamienice przy ulicy Gliwickiej 80 i 82 na zdjęciu z około 1913 roku

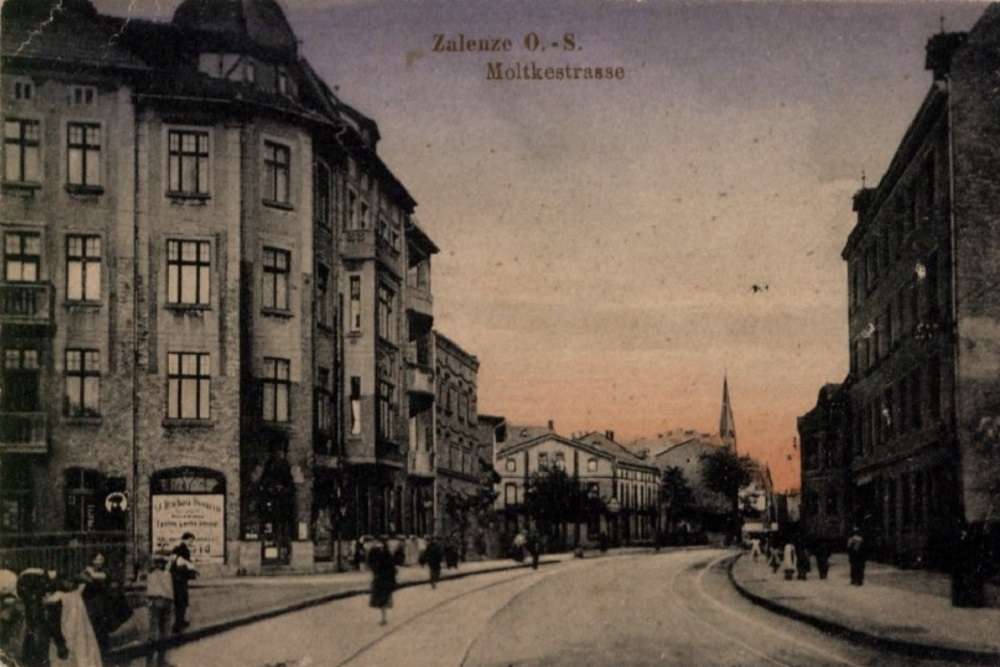
Fragment ulicy Gliwickiej na wysokości ulicy Ondraszka na pocztówce wydanej w 1915 roku

Ulica ma niezmieniony kręty przebieg, będący pozostałością po wiejskiej zabudowie z XVIII i XIX wieku. Trakt biegnący śladem ulicy Gliwickiej istniał już w XVIII wieku, choć powstał najprawdopodobniej pod koniec XVI lub w XVII wieku. Była to część trasy Świętochłowice – Hajduki – Załęże – Katowice – Mysłowice. 
W pierwszej połowie XX wieku w rejonie skrzyżowania późniejszych ulic Gliwickiej i Dąbrówki wzniesiono kompleks familoków dla pracowników huty „Marta”, a teren ten od połowy XIX wieku zaczęto określać Załęskim Przedmieściem (niem. Zalenzer Vorstadt).
Około 1860 roku późniejsza ulica Gliwicka w załęskiej części była drogą wiejską, zabudowana luźno stojącymi domami po jej północnej stronie, natomiast w kierunku południowym rozciągały się pola uprawne. Za folwarkiem w kierunku Hajduk znajdowało się wówczas tylko jedno gospodarstwo. Sama natomiast droga jeszcze w latach 70. XIX wieku była trasą polną, krętą i o nierównej szerokości.
W tym czasie w ówczesnych Katowicach w drugiej połowie lat 50. XIX wieku powstał plan rozwoju przestrzennego, w ramach którego wytyczono późniejszy plac Wolności, z którego odbiegało pięć dróg, w tym Bismarckstrasse (nazwę tę ustanowiono 31 sierpnia 1874 roku). Ulica ta dochodziła do torów kolejowych, które istniały na wysokości późniejszego skrzyżowania ulic F.W. Grundmanna i M. Goeppert-Mayer. W tamtym rejonie powstał rzymskokatolicki cmentarz poświęcony 11 listopada 1860 roku, a za nim znajdowała się granica Katowic z Załężem.
W latach 1886–1887 przy Moltkestrasse wzniesiono pałac, w której swoją regionalną dyrekcję umieściła spółka Georg von Giesches Erben, a w 1897 roku powstał budynek urzędu gminy Załęże przy późniejszej ulicy Gliwickiej 102. W 1899 roku oddano do użytku linię tramwajową, a rok później ukończono budowę kościoła pw. św. Józefa.
Odcinek drogi od placu Wolności do granicy z Załężem (obecnie skrzyżowanie z ulicami F.W. Grundmanna i M. Goeppert-Mayer) w okresie Rzeszy Niemieckiej (do 1922 roku) i w latach niemieckiej okupacji Polski (1939–1945) nosił nazwę Bismarckstrasse, a w latach 1922–1939 i od 1945 roku ulica Gliwicka. Dalsza część ulicy (od skrzyżowania z dzisiejszymi z ulicami F.W. Grundmanna i M. Goeppert-Mayer do granicy z Chorzowem) w okresie Rzeszy Niemieckiej (do 1922 roku) i w latach niemieckiej okupacji Polski (lata 1939–1945) nosiła nazwę Moltkestrasse, do 1925 roku Mickiewiczstrasse i ulica Adama Mickiewicza, po czym do 1939 roku i w latach 1945–1954 ulica Stanisława Wojciechowskiego.

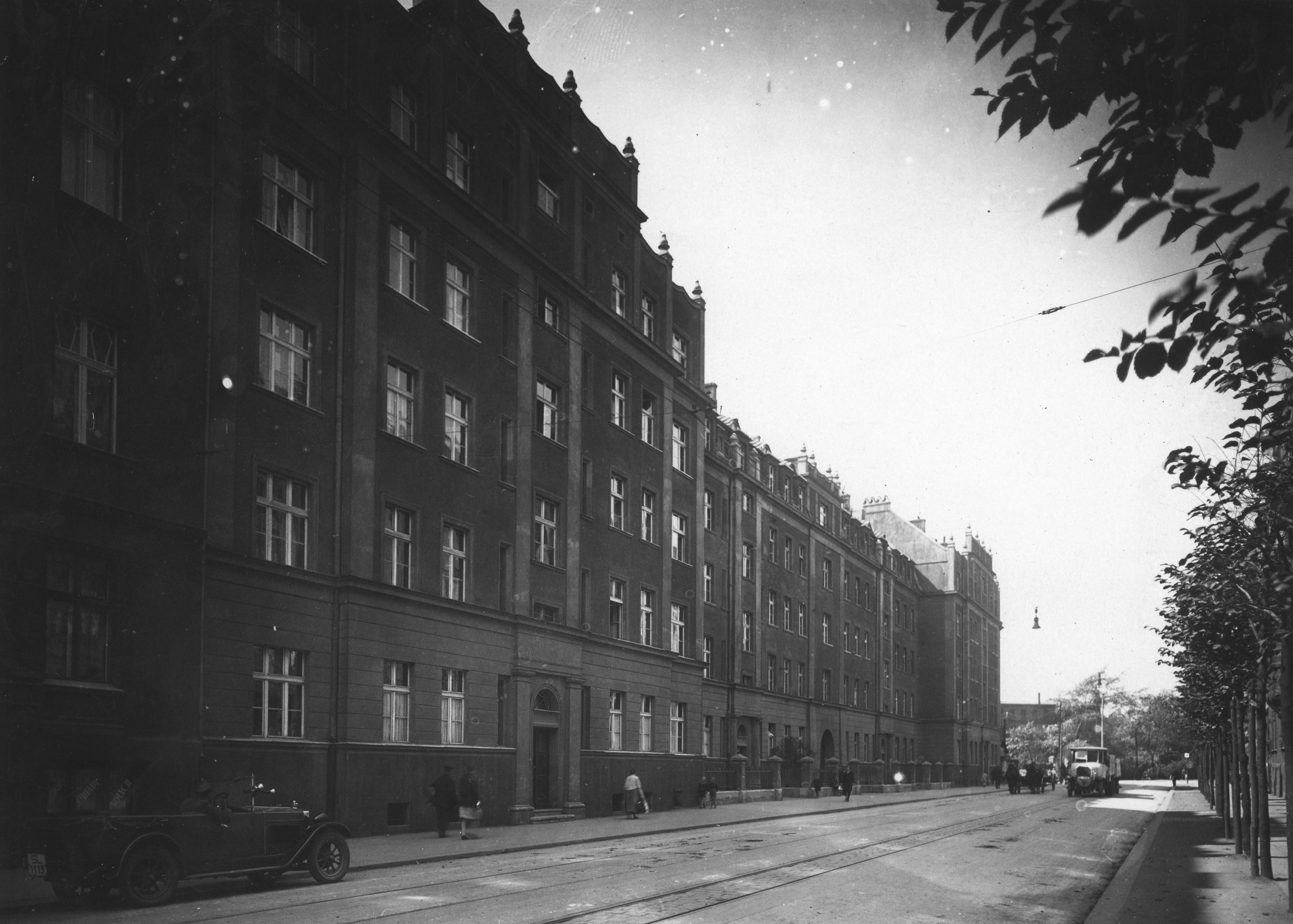
Budynki mieszkalne pod nr. 12, 14, 16 i 18 wzniesione dla pracowników PKP na zdjęciu z lat międzywojennych

Do 1939 roku przy ulicy działały różne firmy i przedsiębiorstwa, głównie o charakterze technicznym. Pod numerem 21 i 23 istniała Centrala Światła i Śląska Fabryka Wyrobów Metalowych; pod numerem 47 – Zakład Mechaniczny Elektropol; pod numerem 17 – spółka akcyjna Tor (zajmowała się robotami kolejowymi). Przy ulicy Gliwickiej 6 założono przedstawicielstwo firmy E. V. Münstermann, powstałej w 1895 roku, produkującej armatury. Pod numerem 74 w dwudziestoleciu międzywojennym funkcjonował urząd pocztowo-telegraficzny Katowice 4, pod numerem 3 – siedziba Polskiego Banku Raiffeisena, pod numerem 63 – Komisariat Policji Załęże oraz kuchnia ludowa, pod numerem 39 – sierociniec prowadzony przez jadwiżanki, a pod numerem 48 – Apteka Świętej Bronisławy. Przy ulicy S. Wojciechowskiego 99 istniała Biblioteka Towarzystwa Czytelni Ludowych i męska Szkoła Powszechna nr 23 im. J. Kochanowskiego, przy ulicy S. Wojciechowskiego 53 – przedszkole, przy ulicy S. Wojciechowskiego 114 – prywatne przedszkole związku Deutscher Schulverein i Szkoła Powszechna nr 27 im. Gabriela Narutowicza, przy ulicy S. Wojciechowskiego 53 i 53a – żeńska Szkoła Powszechna nr 20 im. T. Rejtana, a pod numerem 107 – męska Szkoła Powszechna nr 21 im. Józefa Lompy.
W latach 1927–1928 w zachodniej części ulicy S. Wojciechowskiego powstała kolonia robotnicza imienia prezydenta Polski Ignacego Mościckiego wraz z budynkiem koedukacyjnej Szkoły Powszechnej nr 24.
Ulica Gliwicka została opisana w książce Kazimierza Gołby Wieża spadochronowa, opowiadającej o obronie Katowic w czasie kampanii wrześniowej przez harcerzy. Głównym bohaterem powieści jest Stach Jadwiszczok – katowicki harcerz. Opis ulicy w ostatnich dniach sierpnia 1939 roku:

Nie kończąca się ulica Wojciechowskiego, najdłuższa ulica Katowic, na której prócz tramwajów mijali wozy, jadące na targ i grupki spieszących do pracy robotników, wystawiła Stacha na ciężką próbę.

Droga w tamtym czasie była jednym z głównych szlaków uchodźców, mieszkających przy granicy województwa śląskiego z III Rzeszą. Opis ulicy i miasta dnia 31 sierpnia 1939:

Długa i kręta arteria Załęża zatłoczona była uchodźcami nie tylko na jezdni, lecz i na chodnikach. Dopiero w załęskim dworze ujrzeli kwaterujących żołnierzy, którzy zagospodarowali się tam na dobre. Przed dworem stało oficerskie auto – polski fiat, zwany pospolicie łazikiem – i furgon zaprzężony w parę koni, który przywiózł żywność.

W 1954 roku ulica S. Wojciechowskiego została włączona do ulicy Gliwickiej. 

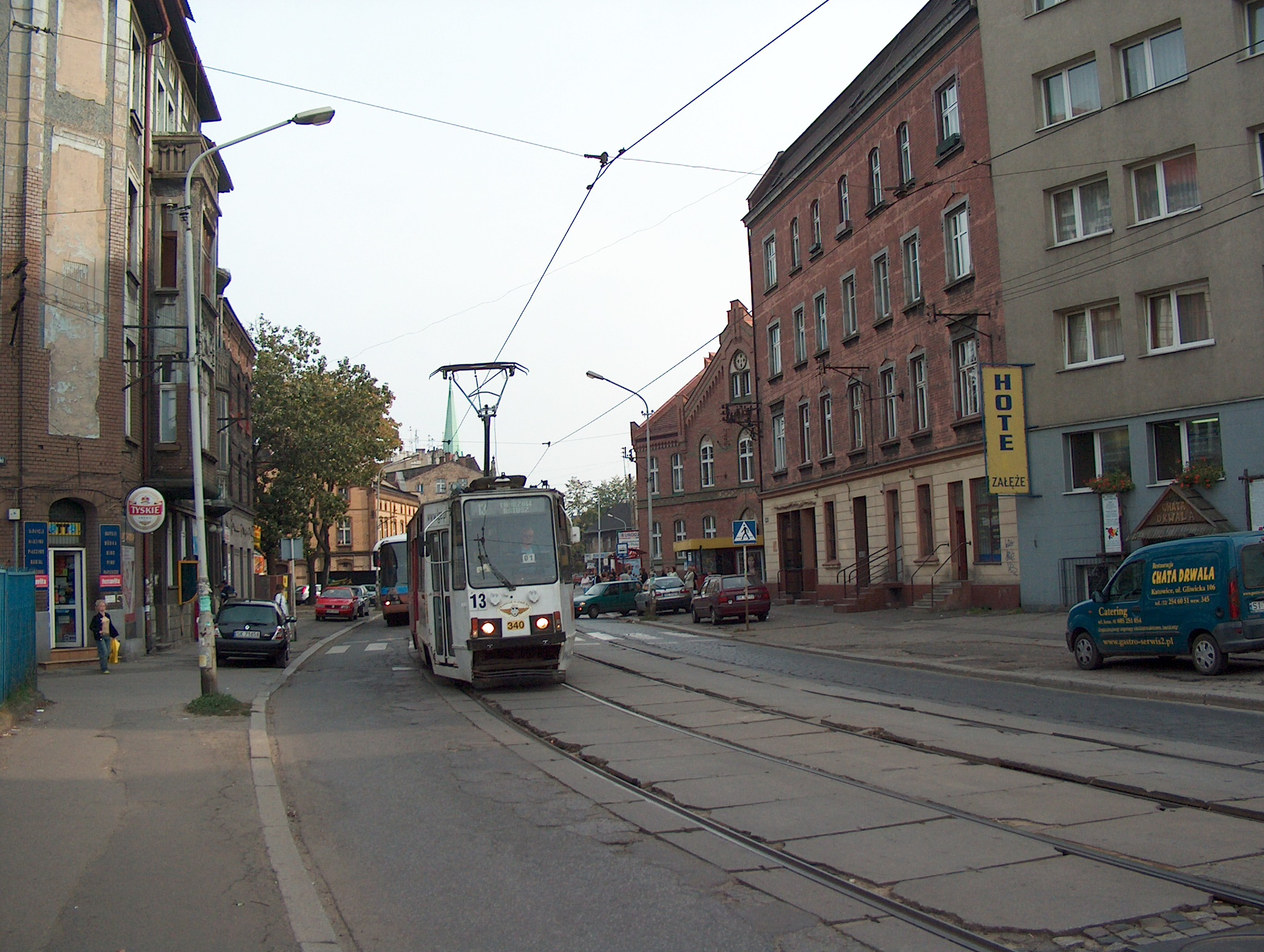
Fragment ulicy Gliwickiej w 2007 roku, przed modernizacją jezdni drogi

W 1945 roku pod numerem 1 powstały Wytwórnia Wód Gazowanych i hurtownia piwa, należące do Julii Rzeszowskiej. W latach 1961–1990 w suterenie kamienicy pod numerem 3 działał antykwariat Józefa Lacha. W latach 1946–1980 przy ulicy Gliwickiej 9 na drugim piętrze mieszkał śpiewak Bolesław Mierzejewski (na fasadzie tego budynku umieszczono pamiątkową tablicę). 3 maja 1971 roku na fasadzie budynku pod numerem 17 Rada Adwokacka w Katowicach wmurowała tablicę pamiątkową, poświęconą pamięci 188 adwokatów górnośląskich, zamordowanych w latach 1939–1945 przez Niemców. Tablicę odsłonięto w 50-lecie wybuchu III powstania śląskiego. Wzdłuż Rawy, równolegle do ulicy Gliwickiej, od ulicy Brackiej do granicy z Chorzowem w 1995 roku powstał odcinek Drogowej Trasy Średnicowej.
W latach 1963–2001, w rejonie obecnego parkingu centrum rozrywki Punkt 44, istniał budynek Zakładowego Domu Kultury huty „Baildon”.
Po 1989 roku ulicę Gliwicką całkowicie zmodernizowano. Modernizację centralnego i ostatniego przewidzianego do remontu odcinka ulicy, tj. od ulicy P. Pośpiecha do ulicy Brackiej, rozpoczęto 12 maja 2007 roku. Prace obejmowały m.in. modernizację infrastruktury technicznej, wymianę torowiska tramwajowego o długości 1 135 m podwójnego toru oraz odbudowę nawierzchni jezdni i chodników. W tym czasie całkowicie zawieszono ruch na ulicy. Modernizację ukończono 15 listopada 2008 roku, kiedy to wznowiono kursowanie tramwajów. Uchwałą Rady Miasta Katowice nr LXII/1270/10 z 26 lipca 2010 roku placowi przy ulicy Gliwickiej 212 nadano nazwę Park Załęski. W latach 2011–2012 wyburzono zabudowania tzw. Załęskiego Przedmieścia, zlokalizowane w rejonie ulic Dąbrówki, Opolskiej i Gliwickiej.

## Obiekty zabytkowe i miejsca pamięci
Obiekty historyczne i zabytkowe:

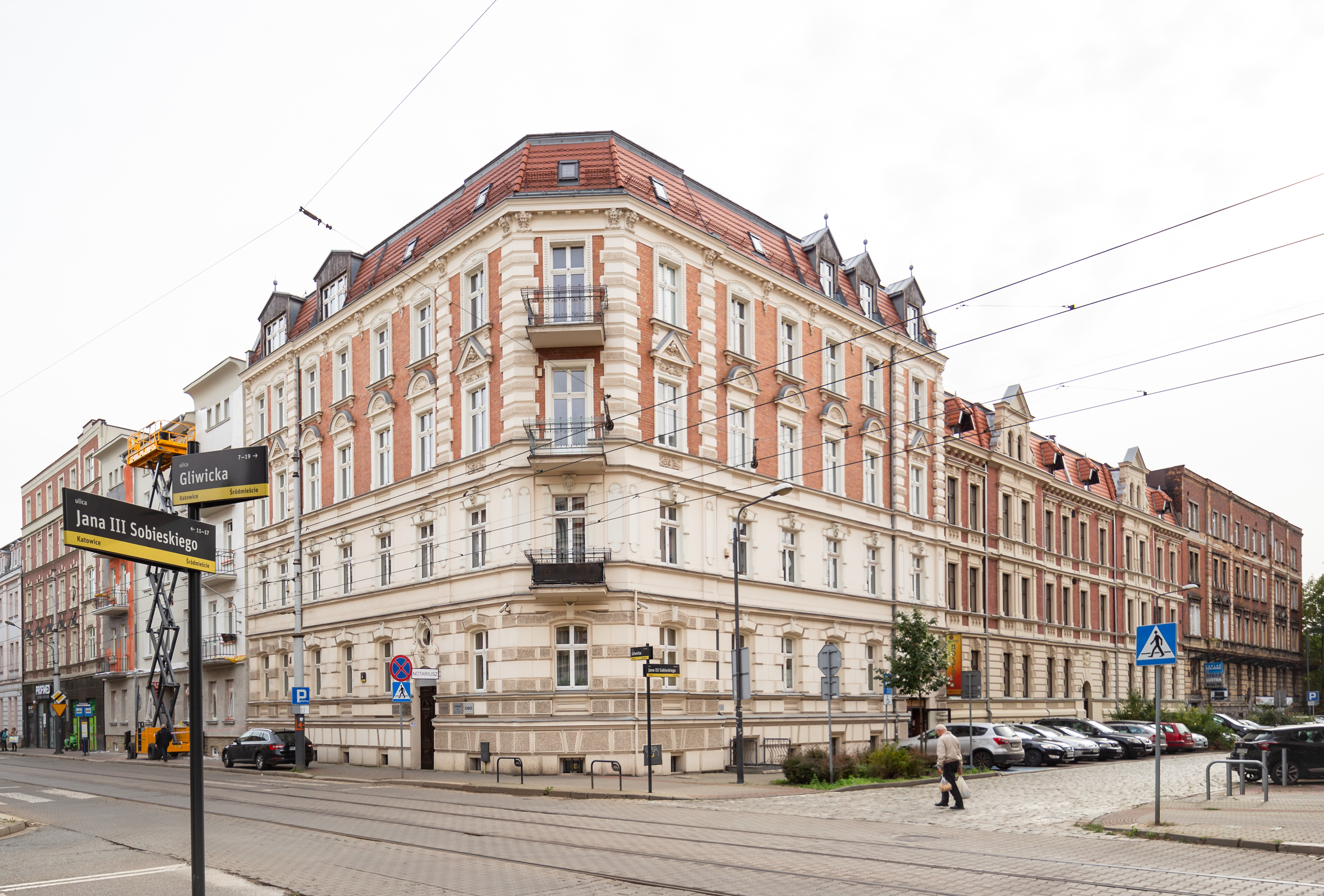
Kamienica mieszkalna (ul. Gliwicka 6, róg z ul. Jana III Sobieskiego)

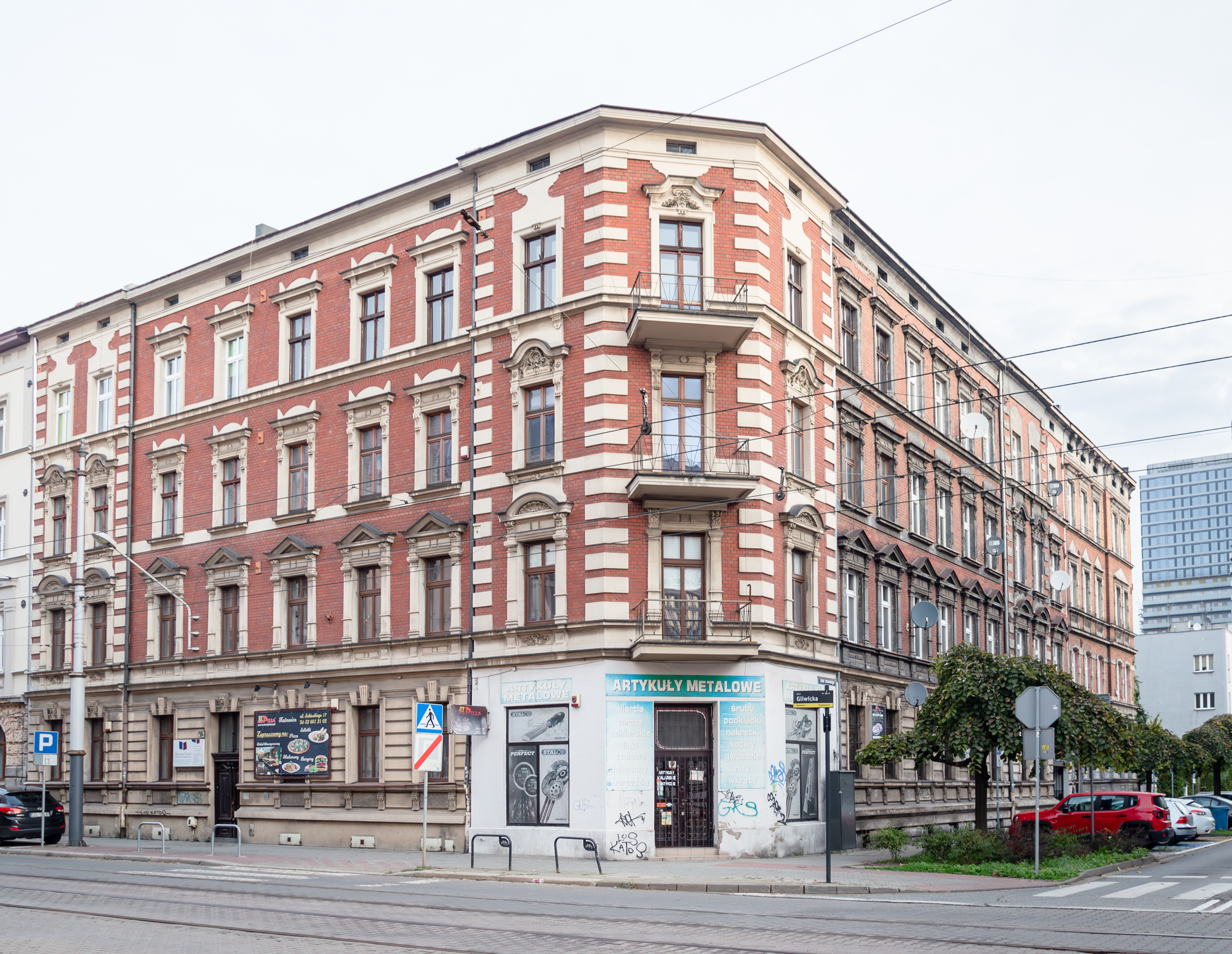
Kamienica mieszkalno-handlowa (ul. Gliwicka 7, ul. J. Sobieskiego 17)

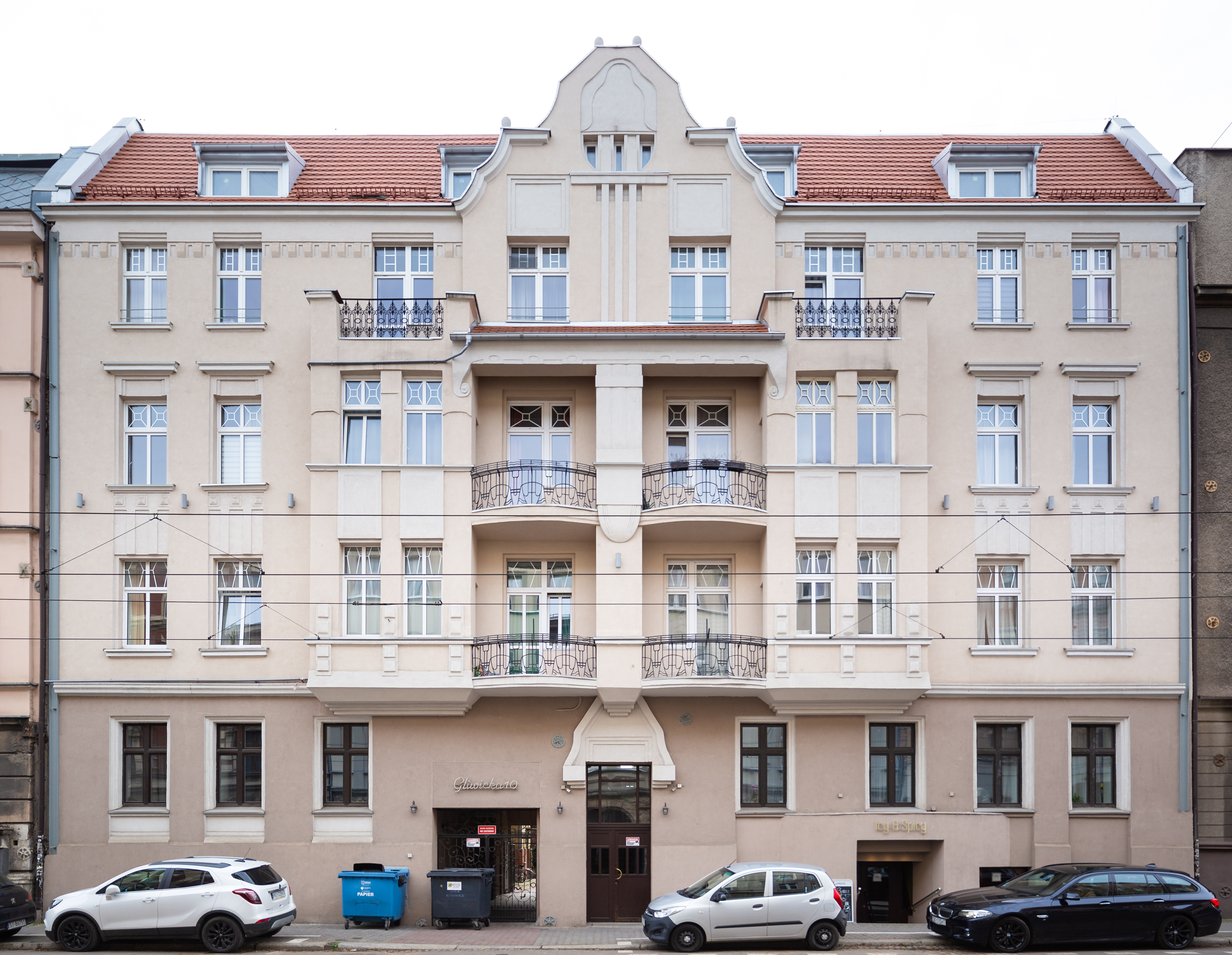
Kamienica (ul. Gliwicka 10)

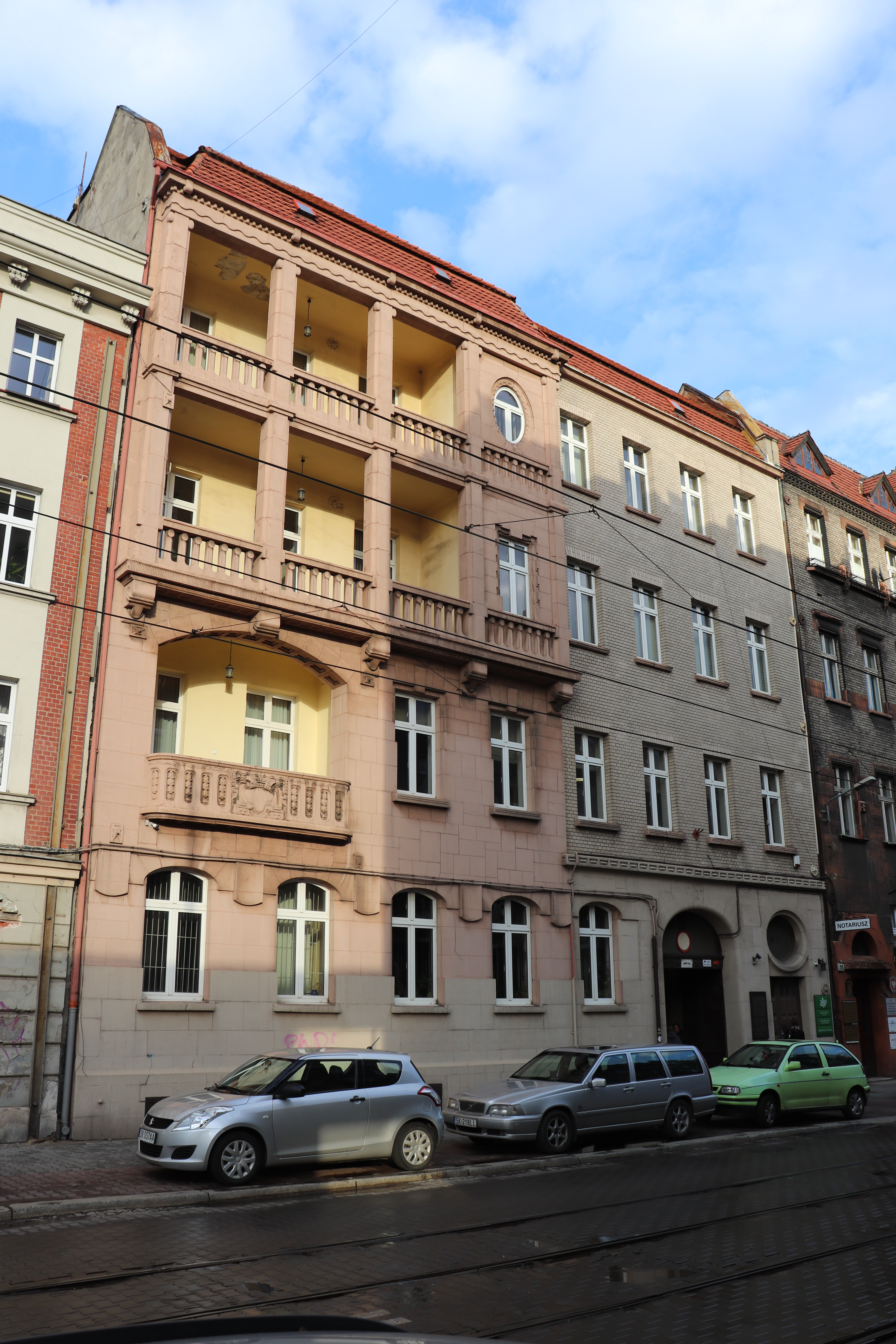
Kamienica (ul. Gliwicka 17)

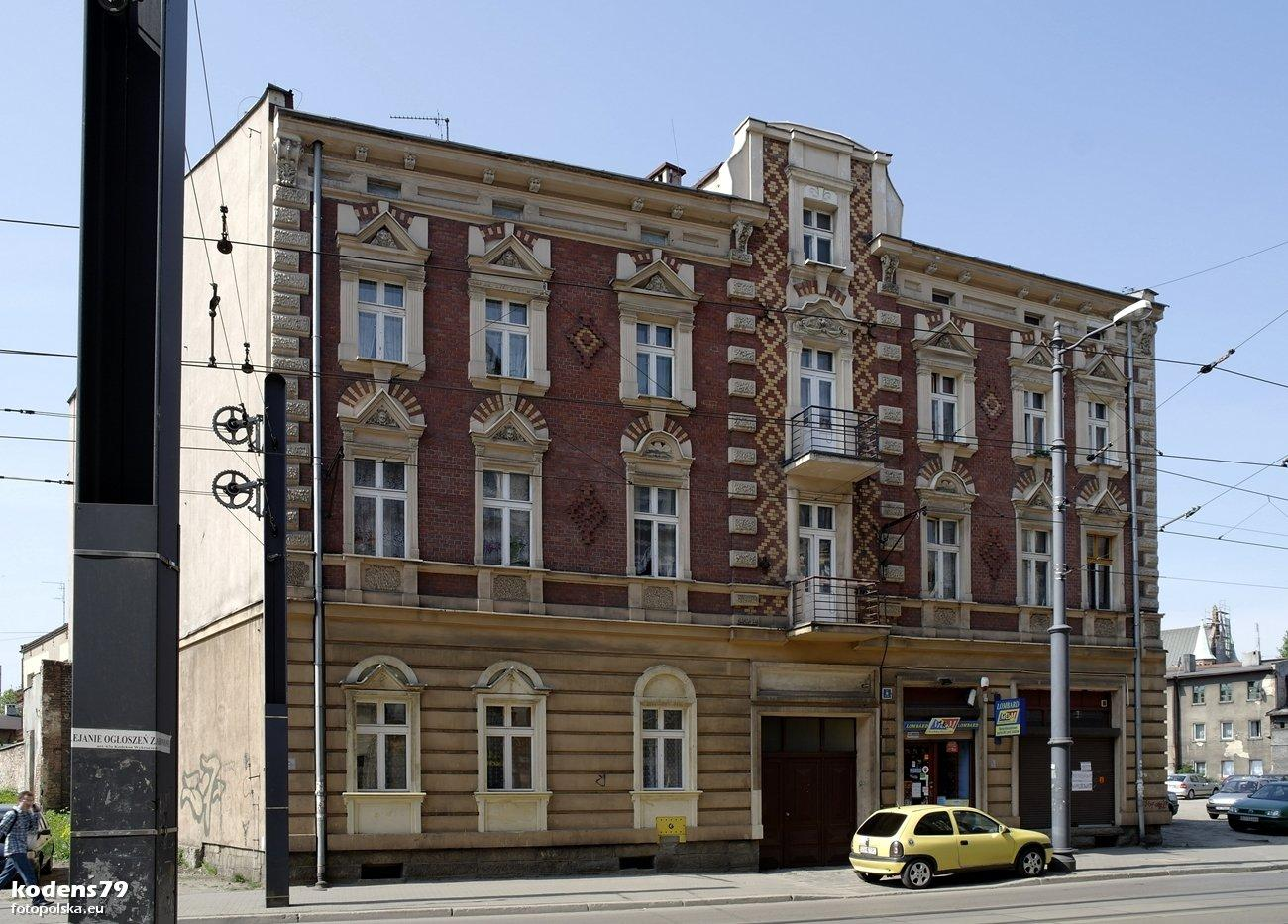
Kamienica (ul. Gliwicka 58)

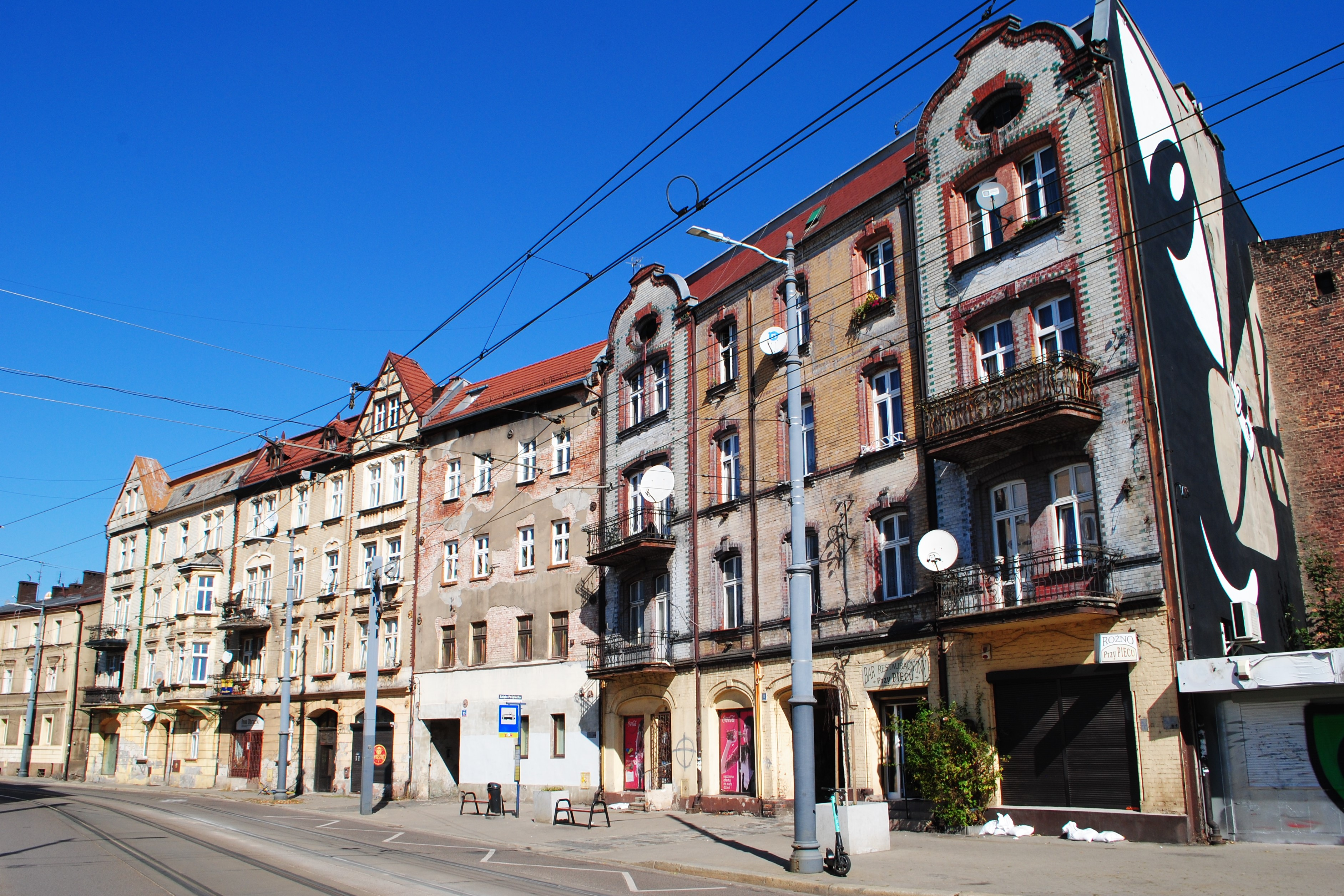
Ciąg kamienic mieszkalnych (od prawej: ul. Gliwicka 73, 75, 77 i 79)

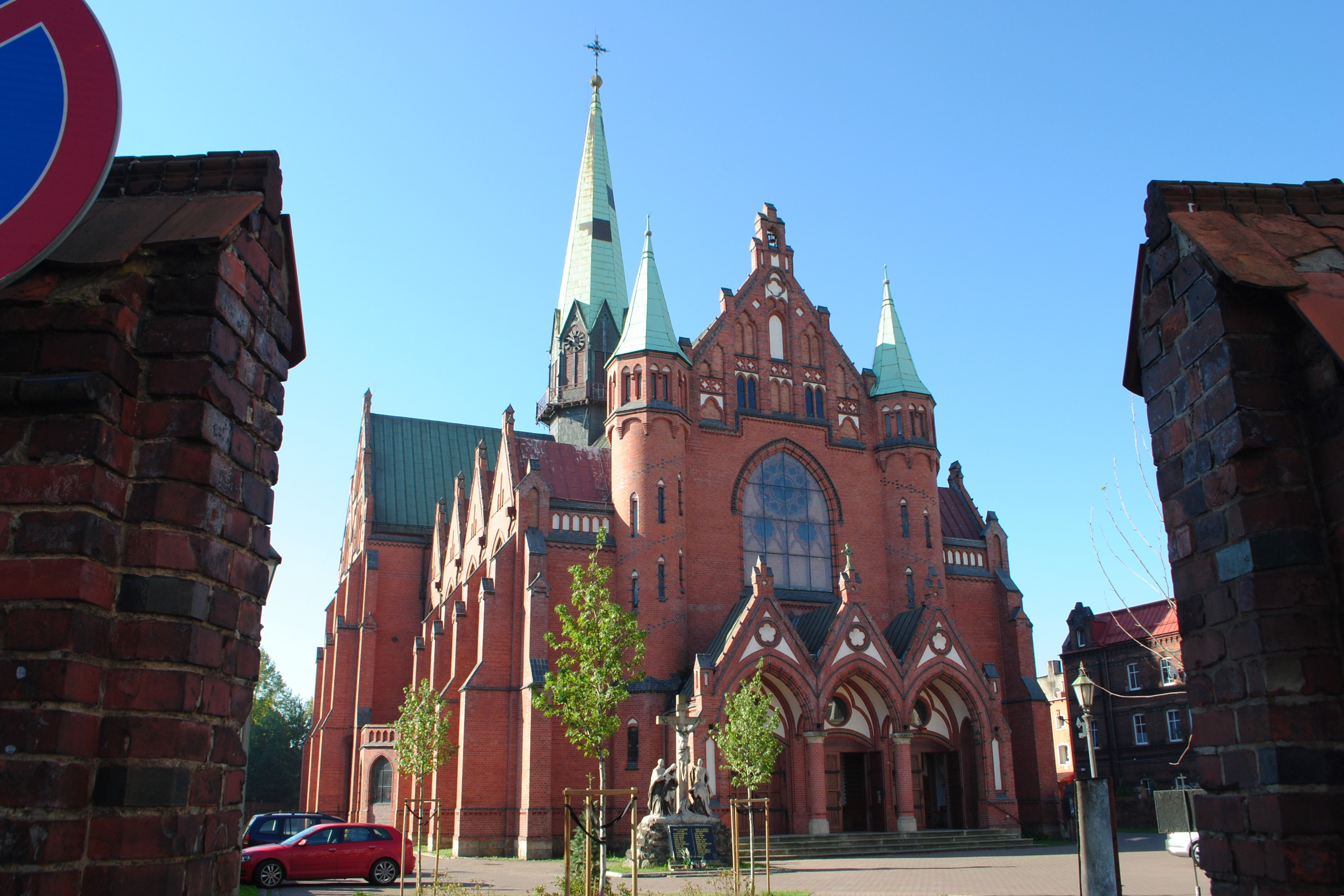
Kościół św. Józefa (ul. Gliwicka)

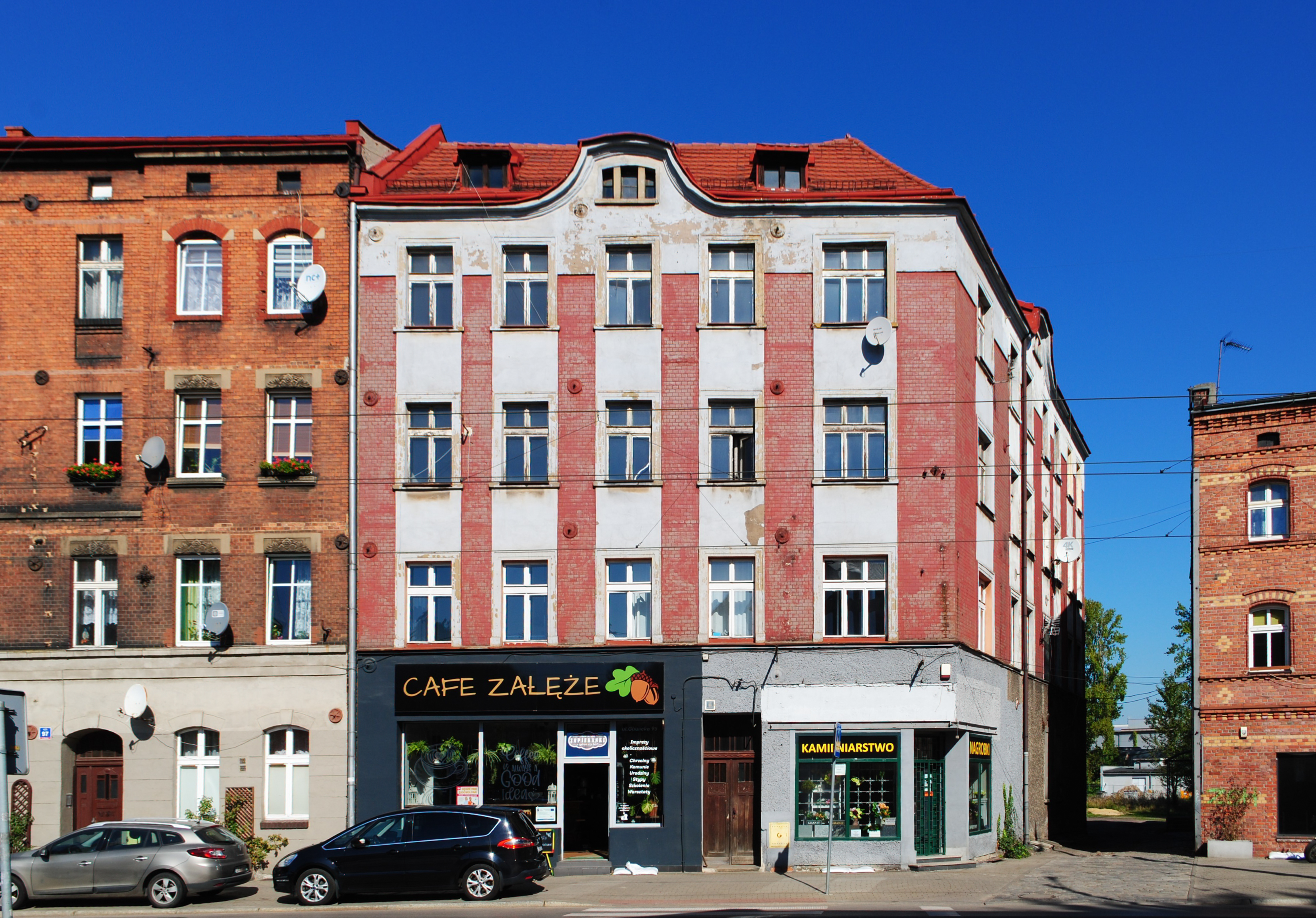
Kamienica (ul. Gliwicka 95)

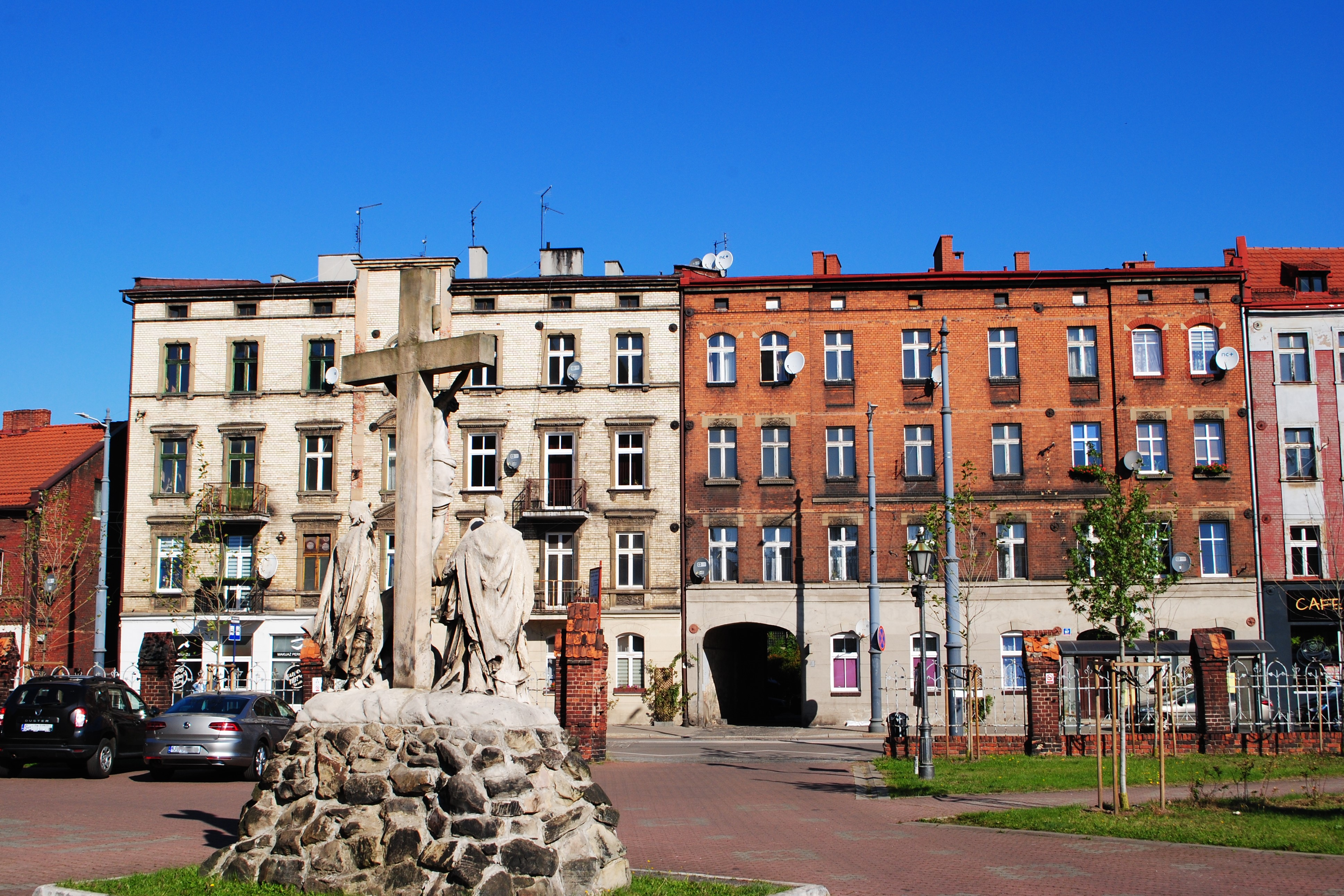
Kamienice (ul. Gliwicka 99 i 97)

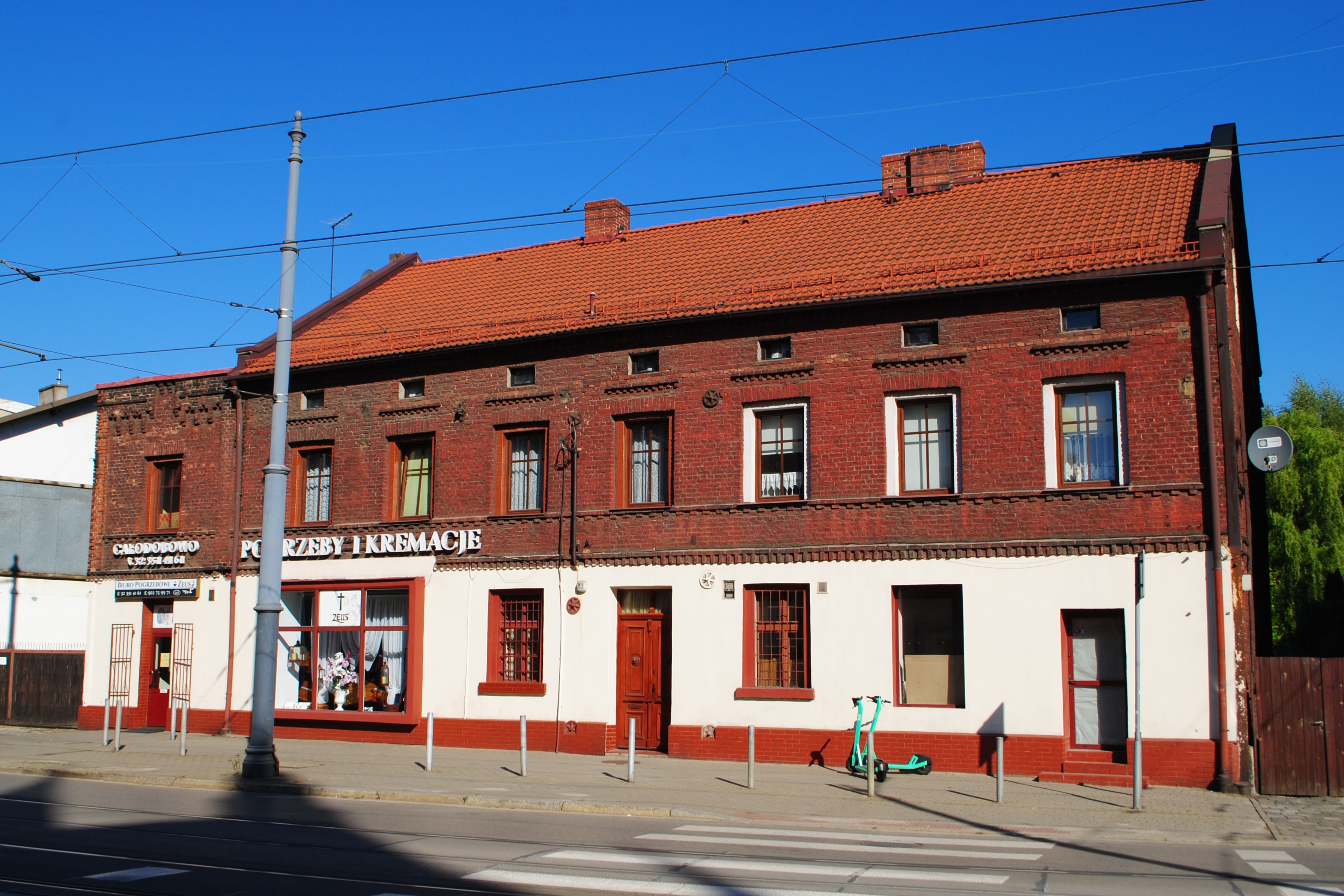
Familok (ul. Gliwicka 101)

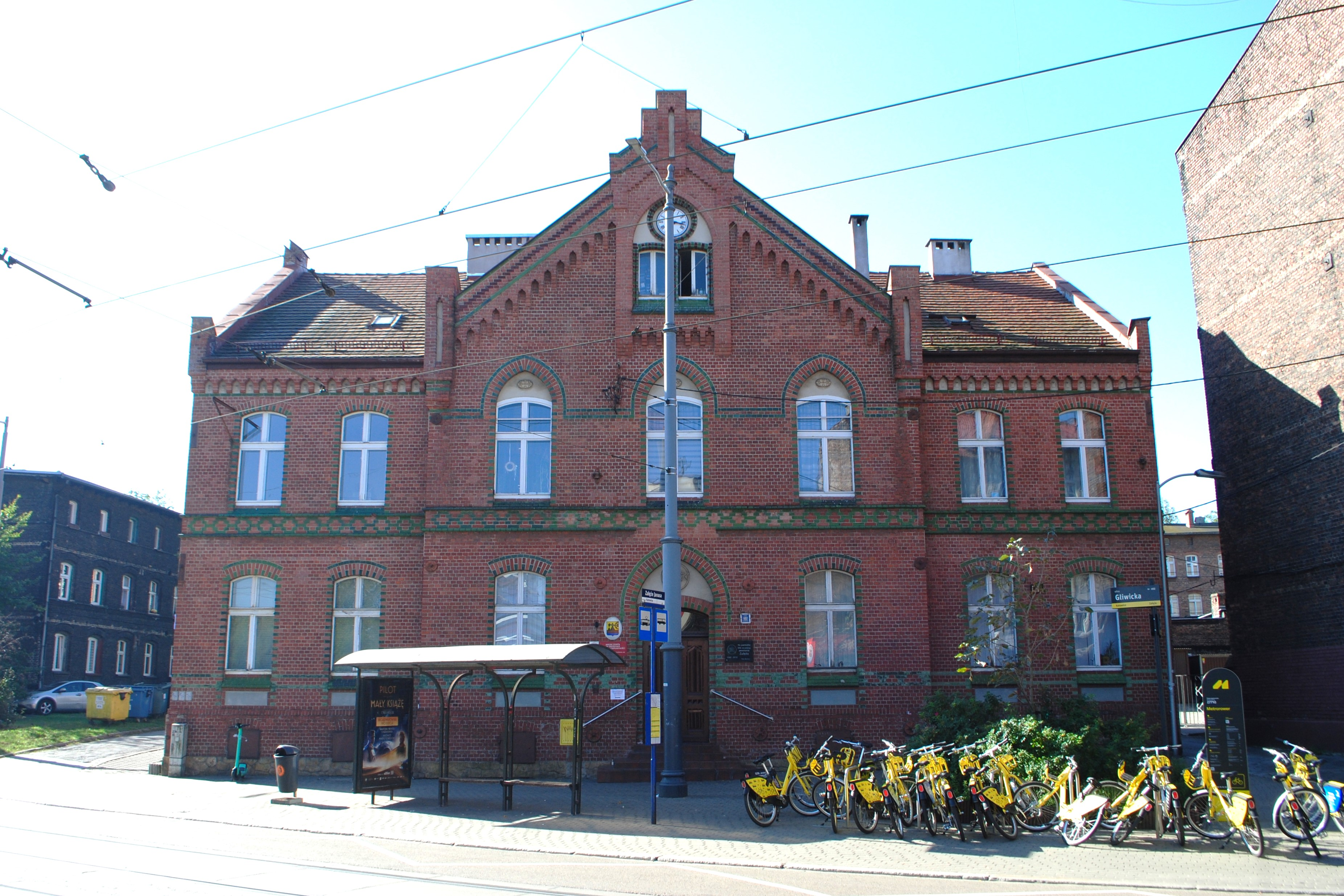
Dawny budynek urzędu gminy Załęże (ul. Gliwicka 102)

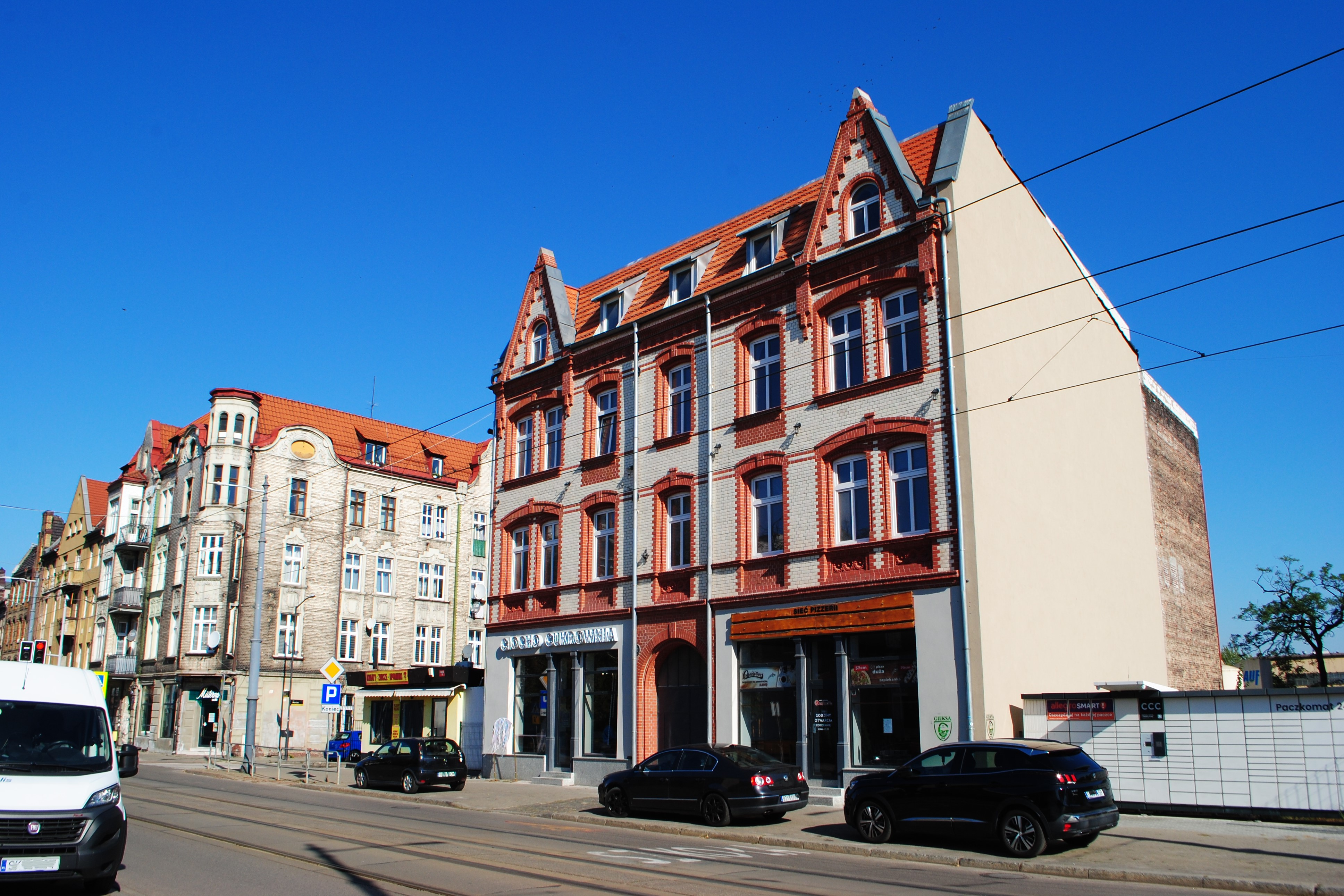
Kamienica (ul. Gliwicka 107)

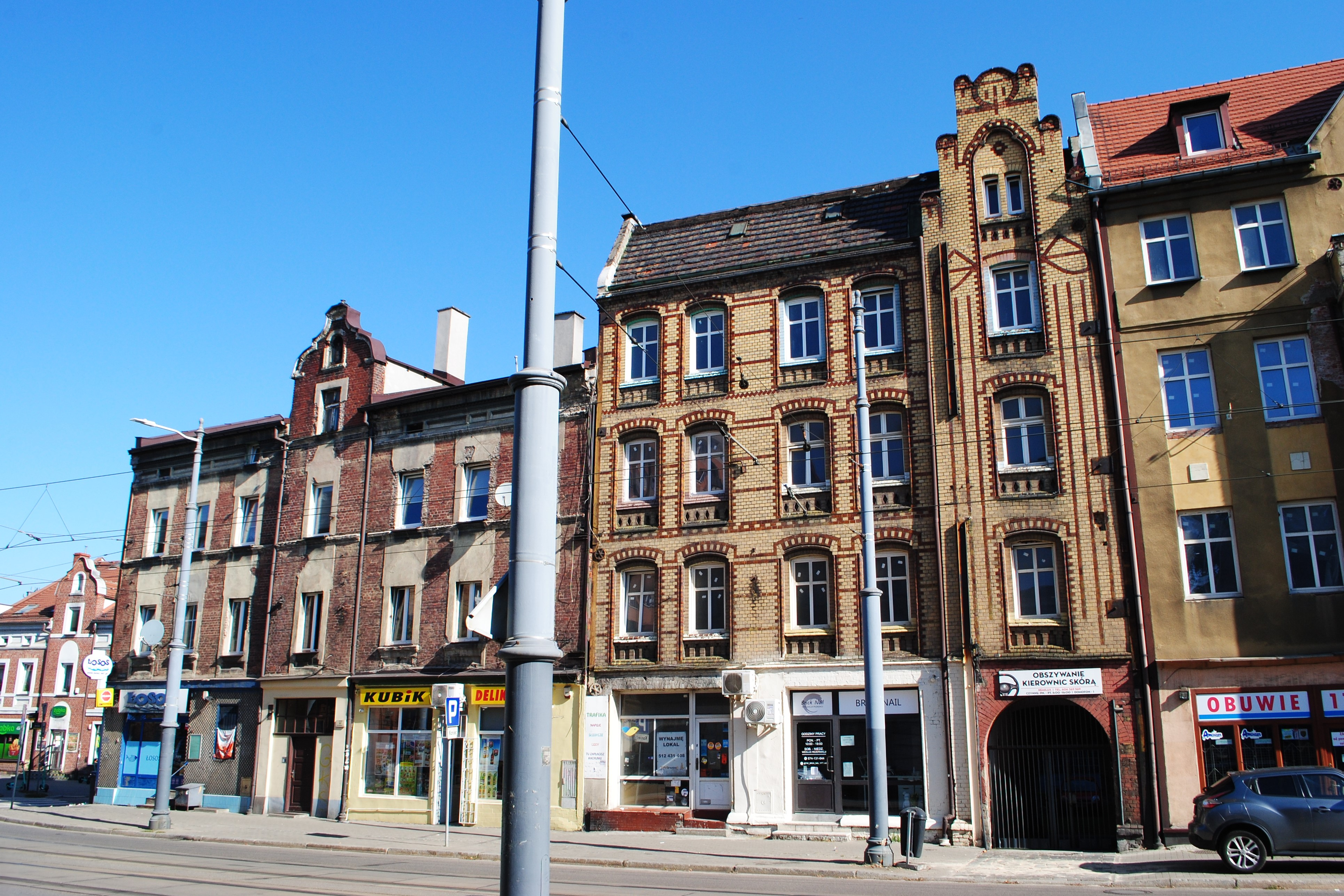
Kamienice (ul. Gliwicka 117 i 115)

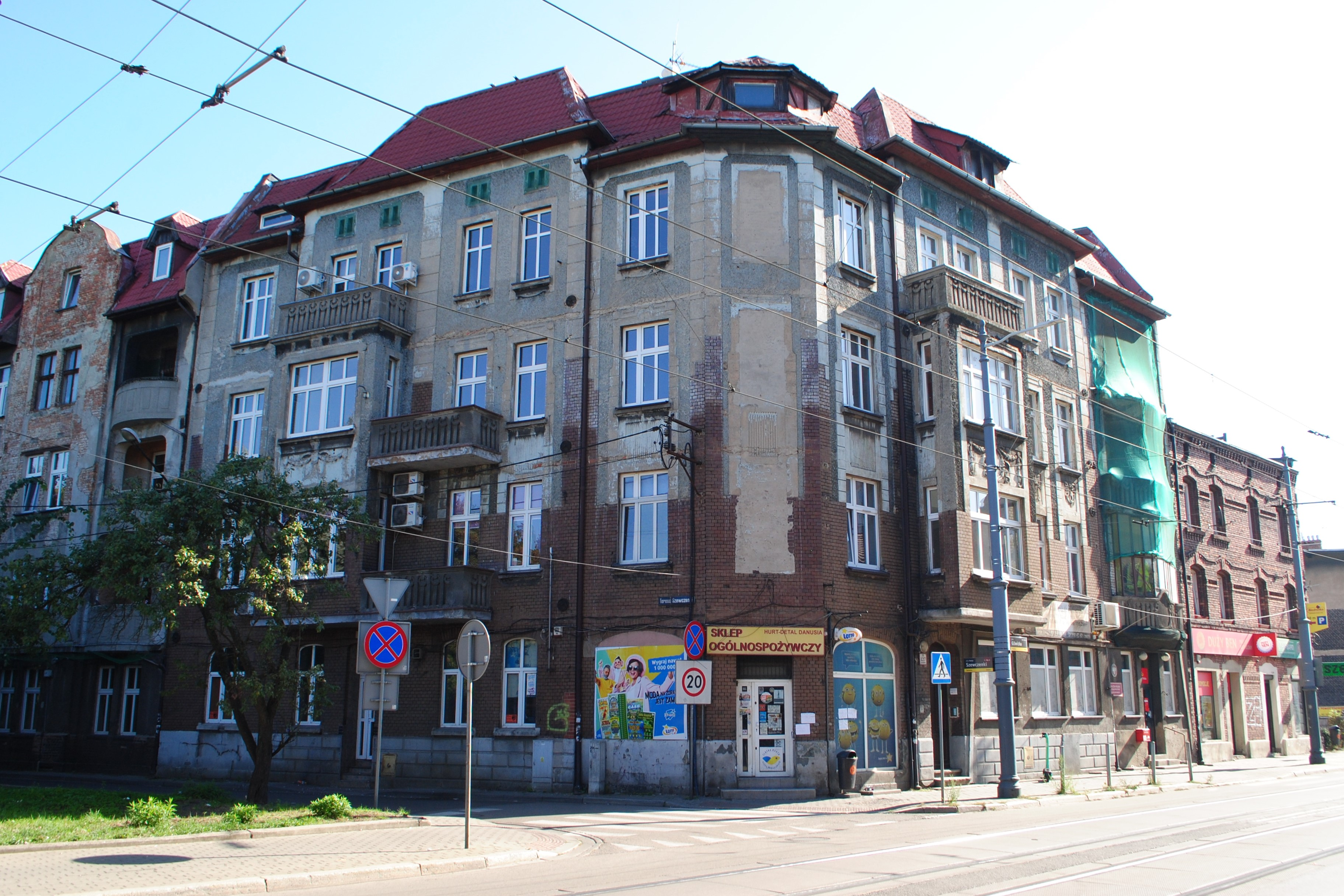
Narożna kamienica mieszkalna (ul. Gliwicka 127, róg z ul. T. Szewczenki)

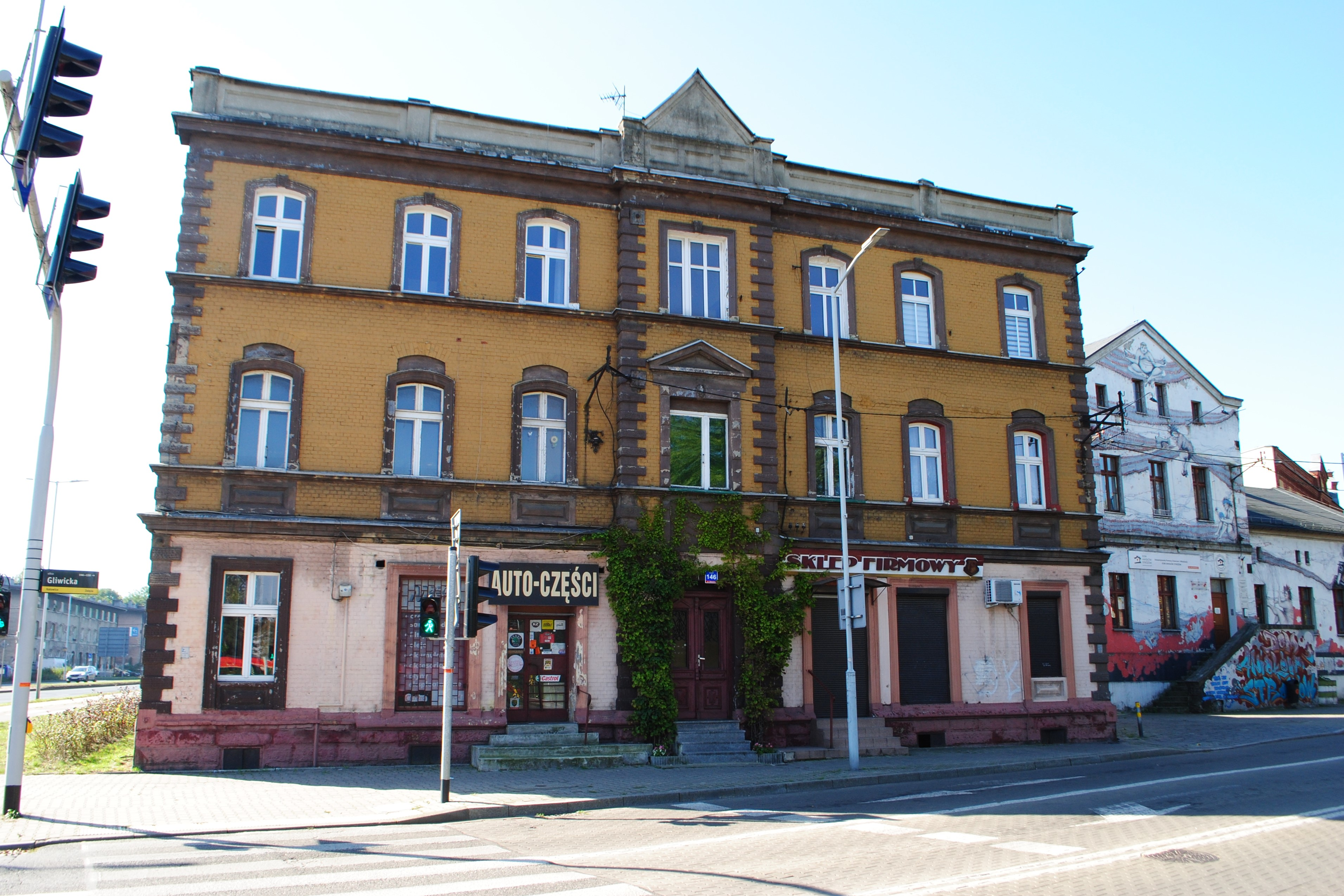
Kamienica (ul. Gliwicka 146)

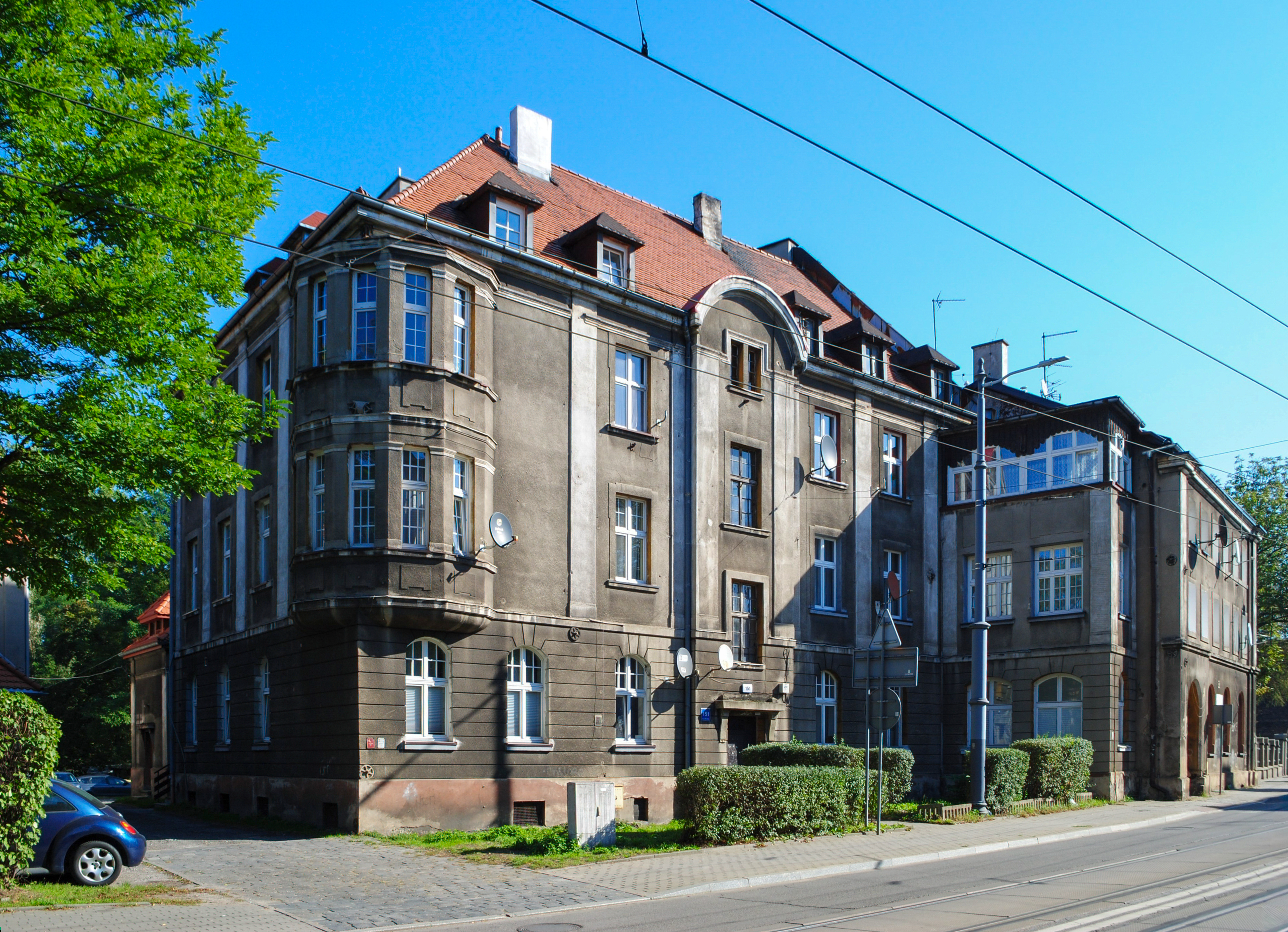
Willa wielorodzinna pod nr. 151

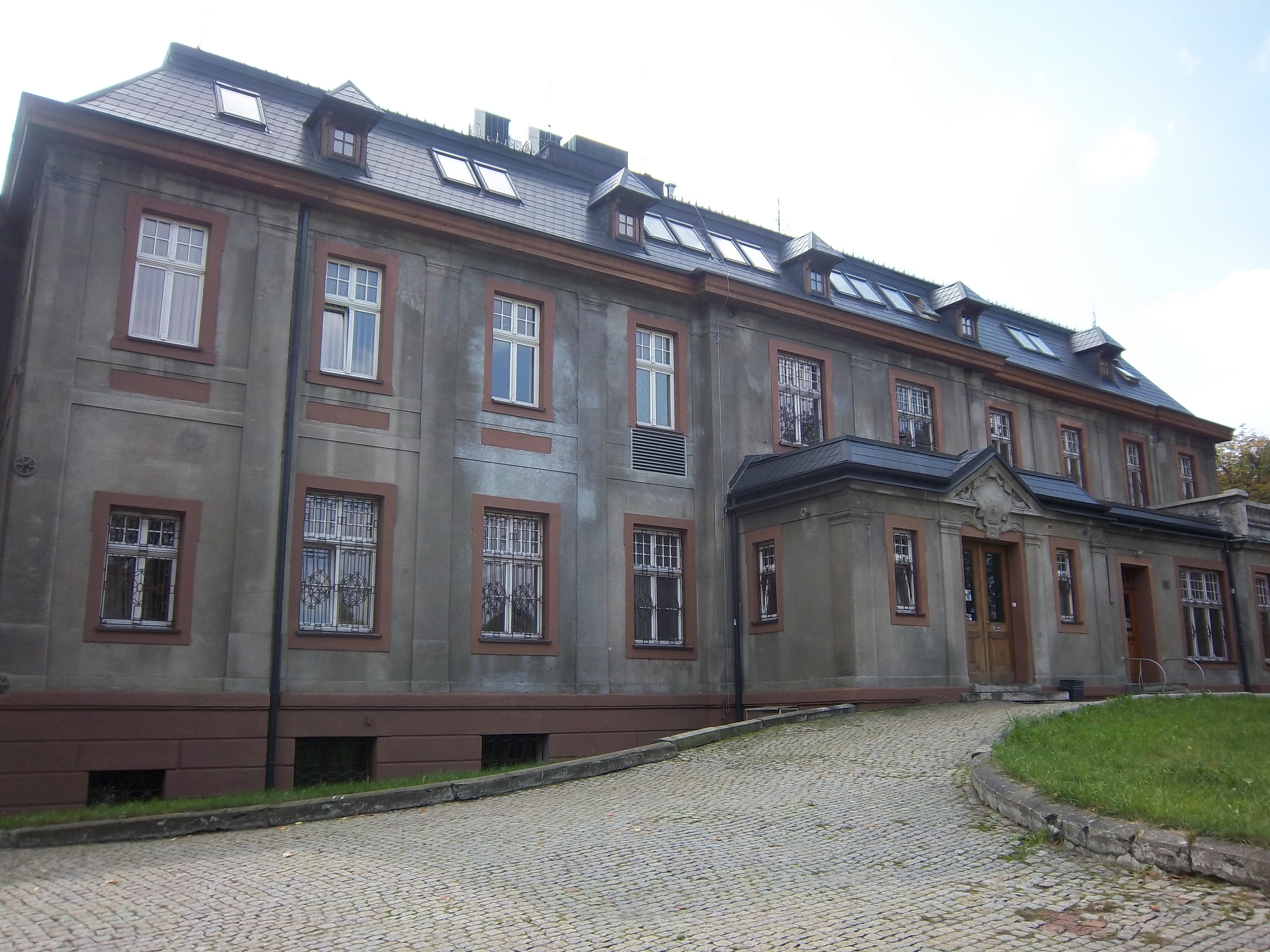
Pałac w Załężu (ul. Gliwicka 159)

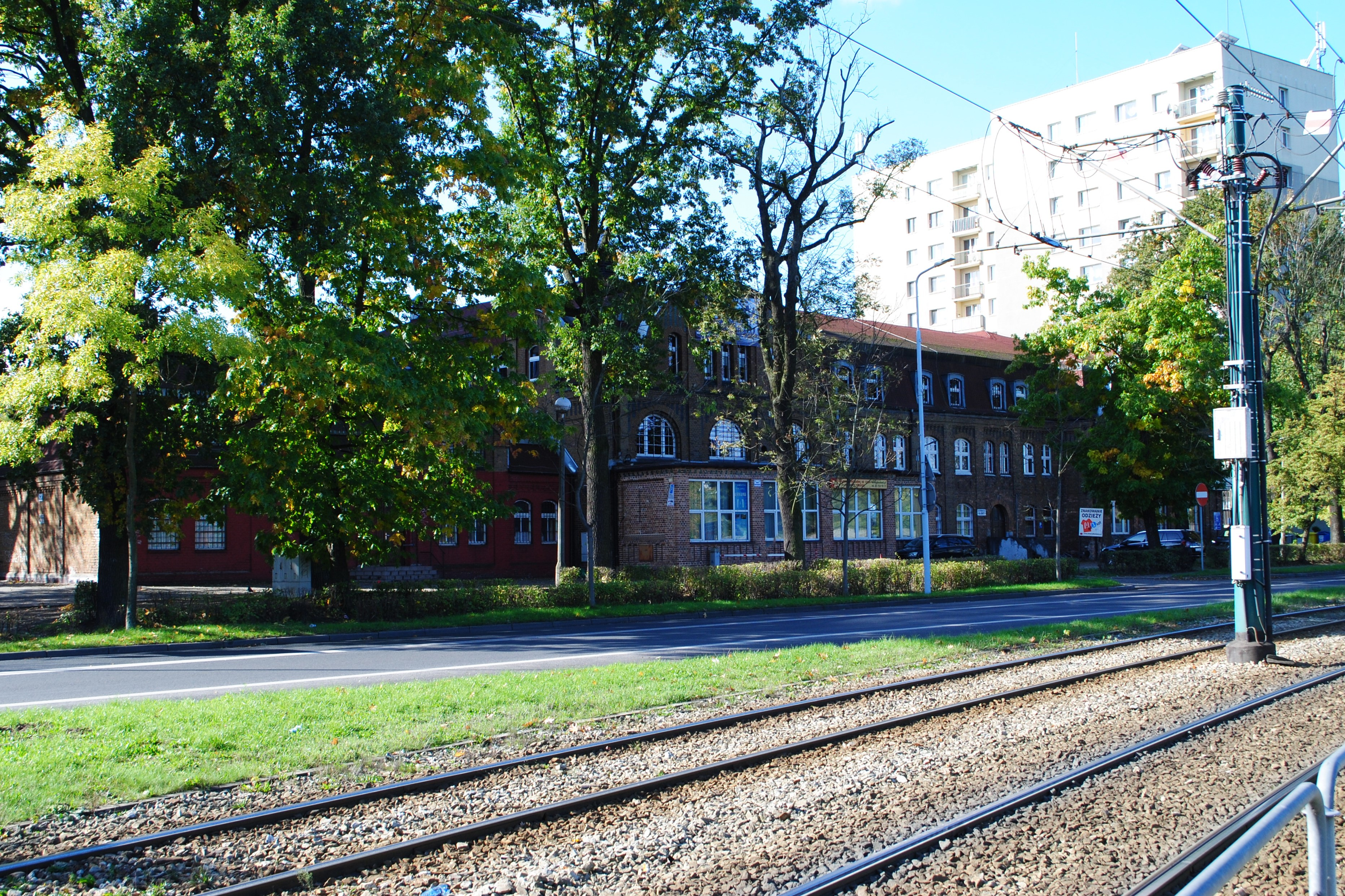
Schronisko pracowników kopalni „Kleofas” (ul. Gliwicka 204)

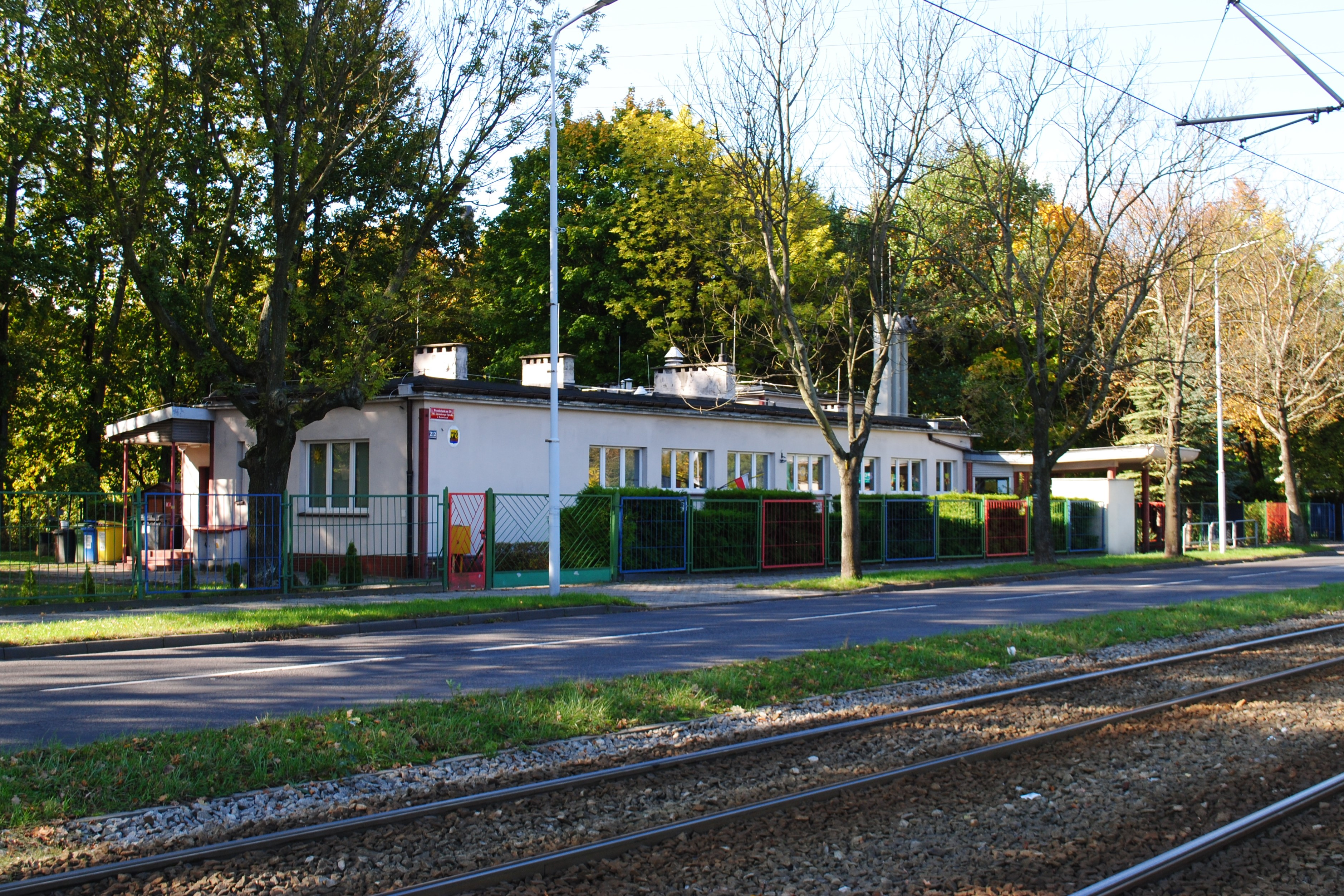
Budynek Miejskiego Przedszkola nr 39 w Katowicach (ul. Gliwicka 212)

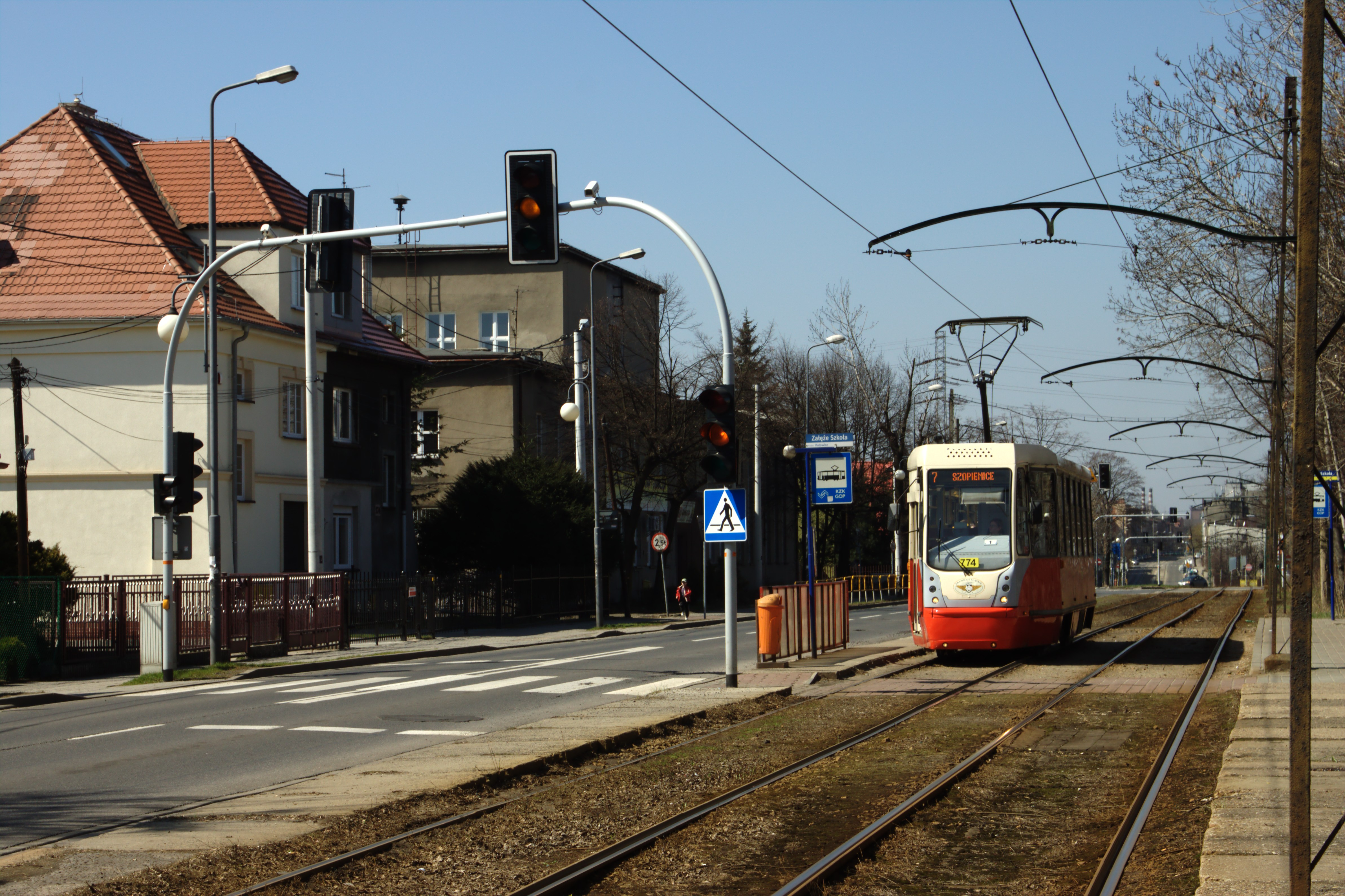
Fragment kolonii I. Mościckiego

- Kamienica mieszkalno-handlowa (ul. Gliwicka 1)[47] – z lat 90. XIX wieku w stylu historyzmu; trójkondygnacyjna, zwieńczona dachem dwuspadowym[48],
- Kamienica mieszkalno-handlowa (ul. Gliwicka 2)[47] – z 1894 roku projektu budowniczego A. Czieslika w stylu historyzmu; jest to obiekt pięciokondygnacyjny, zwieńczony dachem jednospadowym; fasada kamienicy jest sześcioosiowa z osią skrajną lekko zryzalitowaną i wydzieloną boniowanymi pasami[49],
- Kamienica mieszkalno-handlowa (ul. Gliwicka 3)[47] – z lat 20. XX wieku w stylu późnego modernizmu w odmianie neoklasycystycznej; jest to obiekt czterokondygnacyjny, zwieńczony dachem dwuspadowym; z fasadą zdobioną pilastrami o przestylizowanych głowicach jońskich[50],
- Kamienica mieszkalno-handlowa (ul. Gliwicka 4)[47] – z początku XX wieku w stylu historyzmu i secesji; jest to obiekt czterokondygnacyjny, zwieńczony dachem dwuspadowym; posiada secesyjny gzyms podokapowy[50]; w kwietniu 2025 roku ukończono jej kompleksową modernizację[51][52],
- Kamienica mieszkalno-handlowa (ul. Gliwicka 5)[47],
- Kamienica mieszkalna (ul. Gliwicka 6, róg z ul. Jana III Sobieskiego)[47],
- Kamienica mieszkalno-handlowa (ul. Gliwicka 7, ul. Jana IIII Sobieskiego 17)[47] – z 1896 roku projektu budowniczego A. Czieslika w stylu historyzmu; narożna, ze sfazowanym narożnikiem; jest to obiekt czterokondygnacyjny, z dziesięcioosiową elewacją od strony ulicy Gliwickiej; posiada tynkowy detal w formie obramień okiennych i gzymsów, a także balkony[53],
- Kamienica mieszkalna (ul. Gliwicka 8, ul. J. Sobieskiego 19)[47] – z 1896 roku projektu budowniczego Franza Blindowa w stylu historyzmu; narożna, ze sfazowanym narożnikiem; jest to obiekt czterokondygnacyjny, kryty dachem dwuspadowym, z mansardową połacią, z lukarnami; posiada tynkowe opaski okienne, a także balkony z wygiętymi balustradami[54],
- Kamienica mieszkalna (ul. Gliwicka 9)[47] – z 1875 roku, w późniejszym okresie przebudowana; w stylu historyzmu (parter kamienicy) i neoklasycyzmu według projektu budowniczego M. Goldsteina; jest to obiekt czterokondygnacyjny, z dziesięcioosiową fasadą, która na parterze jest boniowana; okna są ujęte w obramienia[55]; już od początku XX wieku w oficynach otaczających podwórze funkcjonowała tutaj Katowicka Fabryka Wyrobów Drucianych, całość (wraz z budynkiem głównym) należała do Otylii Wiesner; po I wojnie światowej dom kupili Jędryczkowie; w latach 1946–1980 na drugim piętrze mieszkał w nim m.in. aktor Bolesław Mierzejewski; w oficynie uruchomiono zakłady metalowe – w latach 90. XX w. pomieszczenia te zmodernizowano i zaaranżowano na kawiarnię i audytorium Teatru Cogitatur[56],
- Kamienica mieszkalna (ul. Gliwicka 10)[47] – z 1908 roku w stylu secesji według projektu budowniczego Wilhelma Briegera; jest to obiekt czterokondygnacyjny z mieszkalnym poddaszem, zwieńczony dachem dwuspadowym kalenicowym, fasada jest ośmioosiowa, symetryczna, z loggiami, zwieńczona falistym naczółkiem[57]; pod numerem 10 w dwudziestoleciu międzywojennym funkcjonowała Piwiarnia Kościuszki[58],
- Kamienica mieszkalna (ul. Gliwicka 11)[47] – z 1906 roku w stylu secesji i modernizmu, projektu budowniczego Wilhelma Briegera; jest to obiekt czterokondygnacyjny, kryty dachem dwuspadowym; posiada siedmioosiową niesymetryczną fasadę, z dwoma wykuszami na rzucie trapezu[59],
- Budynki mieszkalne (ul. Gliwicka 12, 14, 16, 18)[47] – z 1925 roku w stylu modernizmu i neoklasycyzmu[60]; wzniesione dla pracowników PKP[61],
- Kamienica mieszkalna (ul. Gliwicka 13)[47] – z 1906 roku w stylu secesji i modernizmu według projektu budowniczego Wilhelma Briegera; jest to obiekt czterokondygnacyjny, zwieńczony dachem dwuspadowym; fasada jest sześcioosiowa, niesymetryczna; z loggiami i wykuszem[62]; obiekt wpisano do rejestru zabytków 8 maja 2023 roku pod numerem A/1184/23[63],
- Kamienica mieszkalna (ul. Gliwicka 15)[47] – z 1907 roku w stylu secesji i modernizmu projektu budowniczego Wilhelma Briegera; jest to obiekt czterokondygnacyjny z mieszkalnym poddaszem, kryty dachem dwuspadowym z mansardową połacią z lukarnami[64]; posiada porfirową elewację, wykusz z półkopułą, loggię na wyższej kondygnacji oraz zdobienia fasady[65]; wpisana do rejestru zabytków 13 grudnia 2011 roku pod numerem A/361/11[63],
- Kamienica mieszkalna (ul. Gliwicka 17)[47] – z 1907 roku w stylu modernizmu i secesji, projektu budowniczego Wilhelma Briegera; jest to obiekt czterokondygnacyjny, kryty dachem mansardowym; fasada kamienicy jest ośmioosiowa, niesymetryczna; posada loggia wsparte na murowanych słupach[66],
- Budynek mieszkalny (ul. Gliwicka 19, ul. Dąbrówki 1)[47] – z 1895 roku w stylu historyzmu projektu budowniczego Karla Koehlera; narożna, ze sfazowanym narożnikiem; jest to obiekt czterokondygnacyjny; elewacja od strony ulicy Gliwickiej jest dziewięcioosiowa, parter jest bonowany[67],
- Dwie kamienice mieszkalne (ul. Gliwicka 24, 24a)[47],
- Kamienica mieszkalna (ul. Gliwicka 26)[47],
- Cmentarz parafii Przemienienia Pańskiego (ul. Gliwicka 32)[38] – założony około 1860 roku[68]; o powierzchni 1,29 ha[69],
- Kamienica mieszkalna (ul. Gliwicka 49) – wzniesiona około 1910 roku w stylu secesji[70]; jest to obiekt czterokondygnacyjny, zwieńczony dachem dwuspadowym[71]; fasada pokryta jest białą glazurowaną cegłą artykułowana zieloną cegłą, a wieńczy ją falisty szczyt[72],
- Kamienica mieszkalna (ul. Gliwicka 51) – wybudowana na przełomie XIX i XX wieku w stylu historyzmu[70]; jest to obiekt czterokondygnacyjny, z ceglaną elewacją i tynkowanymi obramieniami okien[72],
- Kamienica  (ul. Gliwicka 57) – z przełomu XIX i XX wieku w stylu historyzmu ceglanego prostego; jest to obiekt trójkondygnacyjny, z ceglanym skromnym detalem i artykulacją poziomą[73],
- Kamienica mieszkalna (ul. Gliwicka 58)[70] – z końca XIX wieku z bogatym, tynkowym detalem o formach historyzmu; jest to obiekt czterokondygnacyjny, zwieńczony dachem jednospadowym[74],
- Budynek mieszkalny (ul. Gliwicka 59/61)[70] – z początków XX wieku w stylu historyzmu ceglanego prostego; jest to obiekt czterokondygnacyjny, zwieńczony dachem jednospadowym, z dwubarwnym ceglanym detalem[74],
- Budynek mieszkalny (ul. Gliwicka 66)[70] – z początków XX wieku w stylu modernizmu; jest to obiekt dwukondygnacyjny z poddaszem, z tynkowaną elewacją; posiada narożny wykusz i skromną artykulację tynkową[75],
- Kamienica mieszkalna (ul. Gliwicka 68)[70] – z przełomu XIX i XX wieku w stylu historyzmu; jest to obiekt dwukondygnacyjny, zwieńczony dachem dwuspadowym; posada skromną artykulację tynkową[75],
- Kamienica mieszkalna (ul. Gliwicka 72)[70] – z końca XIX wieku w stylu historyzmu ceglanego prostego; jest to obiekt trójkondygnacyjny, zwieńczony dachem jednospadowym, z ceglanym detalem[76],
- Kamienica mieszkalna (ul. Gliwicka 73) – wzniesiona na początku XX wieku w stylu secesji[70]; jest ot obiekt czterokondygnacyjny, zwieńczony dachem dwuspadowym; posiada ceglaną trójbarwną fasadę, szczyty i balkony o żeliwnych, oryginalnych balustradach[76],
- Familok (ul. Gliwicka 74)[70] – z przełomu XIX i XX wieku w stylu historyzmu ceglanego prostego; jest to obiekt dwukondygnacyjny, zwieńczony dachem dwuspadowym; posiada skromną artykulację i detal ceglany[77],
- Kościół pw. św. Józefa (ul. Gliwicka) – wpisany do rejestru zabytków (nr rej.: A/1236/78 z 8 września 1978 roku[63]), a granice ochrony obejmują kościół z najbliższym otoczeniem w ramach ogrodzenia[78]; jest to obiekt powstały w stylu neogotyckim według projektu Ludwiga Schneidera, wybudowany w latach 1898–1900; posiada wieżę z zegarem na skrzyżowaniu naw, a wewnątrz ołtarz główny projektu Carla Buhla, a także cztery boczne[61],
- Budynek plebanii (ul. Gliwicka 76) – wzniesiony około 1905 roku jako neogotycka willa[70]; jest to obiekt dwukondygnacyjny, zwieńczony czterospadowym dachem; posiada ceglane elewacje, szczyty, portyk ze schodami zewnętrznymi i drewnianą werandę[77],
- Kamienica mieszkalna (ul. Gliwicka 77) – wybudowana około 1904 roku w stylu secesji[70]; jest to obiekt czterokondygnacyjny, zwieńczony dachem dwuspadowym; posiada ceglaną fasadę ze szczytem z pseudopruskiego muru, a także tynkową dekorację otworów okiennych[79],
- Zakład opiekuńczy Zgromadzenia Sióstr św. Jadwigi (ul. Gliwicka 78) – wybudowany około 1905 roku, następnie przebudowany[70]; w narożu zachowała się figura św. Jadwigi Śląskiej[61],
- Kamienica mieszkalna (ul. Gliwicka 79) – wybudowana około 1904 roku w stylu secesji[70]; jest to obiekt czterokondygnacyjny, zwieńczony dachem dwuspadowym; posiada ceglaną fasadę ze szczytem z pseudopruskiego muru, a także tynkową dekorację otworów okiennych[80],
- Kamienica mieszkalna (ul. Gliwicka 80)[70] – w końca XIX wieku, w stylu historyzmu; narożna, trójkondygnacyjna z lukarnami, kryta dachem dwuspadowym; posiada schodkowe szczyty wieńczące, artykulację poziomą i detal z zielonej glazurowanej cegły[80],
- Kamienica mieszkalna (ul. Gliwicka 81)[70] – z końca XIX wieku w stylu historyzmu; jest o obiekt trójkondygnacyjny, zwieńczony dachem jednospadowym; posada skromną artykulację i dekorację otworów okiennych[81],
- Kamienica mieszkalna (ul. Gliwicka 82) – wybudowana na początku XX wieku w stylu modernizmu[70]; jest to obiekt czterokondygnacyjny, zwieńczony dachem jednospadowym; fasada pokryta jest cegłą białą glazurowaną, która jest artykułowana i udekorowana cegłą kolorową[81],
- Kamienica mieszkalna (ul. Gliwicka 83)[70] – z przełomu XIX i XX wieku w stylu prostego historyzmu; jest trójkondygnacyjna, zwieńczona dachem jednospadowym, z tynkowanymi elewacjami bez artykulacji i dekoracji[82],
- Kamienica mieszkalna (ul. Gliwicka 87)[70] – z początków XX wieku w stylu skromnego modernizmu; jest czterokondygnacyjna z poddaszem; posiada tynkową elewację; zwieńczona jest dachem dwuspadowym[82],
- Pawilon handlowy (ul. Gliwicka 88)[70] – z 1929 roku w stylu neoklasycyzmu; jest on jednokondygnacyjny, posiada półkolumny i niepełne belkowanie z trójkątnym szczytem pośrodku[83],
- Kamienica mieszkalna (ul. Gliwicka 91)[70] – z drugiej połowy XIX wieku w stylu prostego historyzmu; jest to obiekt dwukondygnacyjny, nakryty dachem dwuspadowym[83],
- Familok (ul. Gliwicka 93)[70] – z końca XIX wieku w stylu historyzmu ceglanego prostego; jest to obiekt trójkondygnacyjny, zwieńczony dwuspadowym dachem; posiada skromną artykulację i detal ceglany[84],
- Kamienica mieszkalna (ul. Gliwicka 95) – narożna; wybudowana na początku XX wieku w stylu secesyjnym[70]; jest to obiekt czterokondygnacyjny zwieńczony dachem dwuspadowym; posiada ceglane elewacje, na parterze jest tynkowana, a także posiada tynkowe artykulacje i obramienia[84],
- Kamienica mieszkalna (ul. Gliwicka 96)[70] – z początków XX wieku w stylu historyzmu; jest trójkondygnacyjna, zwieńczona dachem dwuspadowym; fasada na piętrach jest ceglana z cegły glazurowanej w kolorze żółtym; posiada tynkową artykulację[84],
- Kamienica mieszkalna (ul. Gliwicka 97)[70] – z początków XX wieku w stylu modernizmu; czterokondygnacyjna, zwieńczona dachem dwuspadowym; fasada na parterze jest tynkowana, a powyżej ceglana; posiada dekorowane płyciny nadokienników ze sztucznego kamienia[85],
- Kamienica mieszkalna (ul. Gliwicka 98, róg z ul. W. Janasa) – wybudowana pod koniec XIX wieku w stylu historyzmu[70]; narożna, trójkondygnacyjna z lukarnami, zwieńczona dachem jednospadowym; fasada pokryta jest żółtą glazurowaną cegłą; ze szczytem wieńczącym ścięty narożnik[85],
- Kamienica mieszkalna (ul. Gliwicka 99) – wybudowana na początku XX wieku w stylu eklektyzmu[70], zwieńczona dachem dwuspadowym; fasada kamienicy na parterze jest tynkowana, a wyżej pokryta białą glazurowaną cegłą; posiada artykulację i detal w tynku, płaską dekorację o motywach roślinnych, a także balkony[86],
- Familok (ul. Gliwicka 100) – z końca XIX wieku w stylu historyzmu ceglanego prostego; jest to obiekt dwukondygnacyjny, zwieńczony dachem dwuspadowym, z bardzo skromnym gzymsem[86],
- Familok (ul. Gliwicka 101)[70] – z przełomu XIX i XX wieku w stylu historyzmu; tynkowany na parterze, a na piętrze ceglany; dwukondygnacyjny, zwieńczony dachem dwuspadowym[87],
- Budynek urzędu gminy Załęże (ul. Gliwicka 102)[70] – dwupiętrowy, zwieńczony szczytem z zegarem; budynek pochodzi z 1897 roku (według inskrypcji nad wejściem)[61]; 7 czerwca 2022 roku wpisany został do rejestru zabytków pod numerem A/998/2022[88],
- Budynek mieszkalny (ul. Gliwicka 103)[70] – z przełomu XIX i XX wieku w stylu historyzmu; dwukondygnacyjny, kryty dachem dwuspadowym; posiada tynkowane elewacje[87],
- Kamienica mieszkalna (ul. Gliwicka 104)[70] – z początku XX wieku w stylu modernizmu i eklektyzmu o skromnych cechach stylowych; czterokondygnacyjna, zwieńczona dachem dwuspadowym; parter jest tynkowany z pseudoboniowaniem; posiada skromną dekorację i artykulację ze sztucznego kamienia i tynku[89],
- Kamienica mieszkalna (ul. Gliwicka 107)[70] – z końca XIX wieku w stylu historyzmu; trójkondygnacyjna, zwieńczona dachem dwuspadowym; posiada dwubarwną fasadę, zwieńczoną dwoma szczytami[89],
- Kamienica mieszkalna (ul. Gliwicka 111, róg z ul. Marcina) – narożna, wybudowana w 1908 roku w stylu secesji[70]; czterokondygnacyjna, zwieńczona dachem dwuspadowym; posiada elewacje z białej cegły, wykusze, stylizowaną dekorację roślinną, obramienia okien ze sztucznego kamienia oraz balkony[90],
- Kamienica mieszkalna (ul. Gliwicka 113) – wzniesiona na początku XX wieku w stylu modernizmu[70]; czterokondygnacyjna z lukarnami, zwieńczona dachem dwuspadowym; posiada wykusz i balkony z tynkowo-żeliwnymi balustradami[91],
- Kamienica mieszkalna (ul. Gliwicka 114) – w stylu historyzmu; trójkondygnacyjna, zwieńczona dachem dwuspadowym; z ceglaną elewację; posiada prostą artykulację i dekorację[91],
- Kamienica mieszkalna (ul. Gliwicka 115) – wybudowana na początku XX wieku w stylu secesji[70]; czterokondygnacyjna, zwieńczona dachem dwuspadowym; fasada kamienicy pokryta jest żółtą glazurowaną cegłą, udekorowaną i artykułowaną czerwoną cegłą, a wieńczy ją szczyt ze ścianą kolankową[92],
- Kamienica mieszkalna (ul. Gliwicka 116) – wzniesiona na początku XX wieku w stylu secesyjnym[70]; ma ceglane elewacje i tynkowany parter; jest ona czterokondygnacyjna, zwieńczona dachem dwuspadowym; udekorowana jest dekoracją otworów okiennych ze sztucznego kamienia i stylizowaną dekoracją roślinną[92],
- Kamienica mieszkalna (ul. Gliwicka 117)[93] – z początków XX wieku w stylu secesji; trójkondygnacyjna, zwieńczona dachem dwuspadowym, ma ceglaną elewację ze skromną artykulacją tynkową, a także szczyt z niszą, w której znajduje się figurą świętego[94]; w latach 1946–2025 funkcjonował tutaj sklep rybny „Łosoś”[95],
- Dom wielorodzinny (ul. Gliwicka 119)[93] – z końca XIX wieku w stylu historyzmu; dwukondygnacyjny, zwieńczony dachem dwuspadowym; elewacja budynku pokryta jest żółtą glazurowaną cegłą[94],
- Budynek mieszkalny-kamienica (ul. Gliwicka 120)[96] – z przełomu XIX i XX wieku w stylu historyzmu ceglanego prostego; jest to obiekt trójkondygnacyjny, zwieńczony dachem dwuspadowym; ze skromnymi gzymsami i łukami odcinkowymi[94]; został objęty ochroną konserwatorską[3],
- Kamienica mieszkalna (ul. Gliwicka 122, róg z ul. J. Wolnego)[93] – z około 1905 roku o skromnych cechach stylowych; trójkondygnacyjna, zwieńczona dachem dwuspadowym; posiada szczyt i skromną artykulację[97],
- Kamienica mieszkalna (ul. Gliwicka 125)[93] – z przełomu XIX i XX wieku w stylu historyzmu ceglanego prostego; trójkondygnacyjna, zwieńczona dachem dwuspadowym; posiada skromne gzymsy i łuki odcinkowe[97],
- Kamienica mieszkalna (ul. Gliwicka 126, róg z ul. Zamułkową)[93] – z przełomu XX i XX wieku, rozbudowana na początku XX wieku; w stylu historyzmu i modernizmu; jest to obiekt trójkondygnacyjny, zwieńczony dachem dwuspadowym; posiada ceglane elewacje[98],
- Kamienica mieszkalna (ul. Gliwicka 127, róg z ul. T. Szewczenki)[93] – narożna; z początków XX wieku w stylu secesji; częściowo tynkowana; czterokondygnacyjna, zwieńczona dach dwuspadowym; posiada pseudoboniowanie, wykusze i balkony o tynkowanych balustradach[98],
- Familok (ul. Gliwicka 128) – z końca XIX wieku w stylu historyzmu ceglanego prostego; dwukondygnacyjny, zwieńczony dachem dwuspadowym; posiada skromną artykulację i detal z zielonej cegły[98],
- Kamienica mieszkalna (ul. Gliwicka 131)[93] – z końca XIX wieku w stylu historyzmu; jest dwukondygnacyjna i zwieńczona dwuspadowym dachem; parter jest tynkowy, a powyżej elewacja jest ceglana; posiada gzyms kordonowy tynkowany[99],
- Kamienica mieszkalna (ul. Gliwicka 133)[93] – z początku XX wieku w skromnym stylu modernizmu; trójkondygnacyjna, z elewacją ceglaną, zwieńczona jednospadowym dachem[99],
- Familok (ul. Gliwicka 141)[93] – w przełomu XIX i XX wieku w stylu historyzmu ceglanego prostego; trójkondygnacyjny, zwieńczony dachem dwuspadowym; z tynkowanym parterem[100],
- Kamienica mieszkalna (ul. Gliwicka 146) – wzniesiona pod koniec XIX wieku w stylu historyzmu[93]; trójkondygnacyjna, nakryta dachem dwuspadowym; na osi fasady kamienicy znajduje się ryzalit, a wieńczy ją szczyt ze ścianą kolankową; budynek posiada także dekoracyjne obramienia okien[101],
- Budynek szkoły (ul. Gliwicka 148) – z drugiej połowy XIX wieku, później rozbudowany[101]; w stylu historyzmu; tynkowany, dwukondygnacyjny, zwieńczony dachem dwuspadowym[102]; w maju 2011 roku w ramach Katowice Street Art Festival 2011 elewacja budynku została ozdobiona muralem[103];
- Budynek szkoły (ul. Gliwicka 148a) – wybudowany na początku XX wieku w stylu modernizmu ceglanego[93]; jest to obiekt murowany z cegły, trójkondygnacyjny, zwieńczony czterospadowym dachem; posiada szczyty schodkowe i dekoracje z cegły zielonej[102],
- Kamienica mieszkalna (ul. Gliwicka 149)[93] – z końca XIX wieku w stylu historyzmu; tynkowana, trójkondygnacyjna, zwieńczona dachem dwuspadowym; posiada lizeny, listwy tynkowe i gzymsy[102],
- Kamienica mieszkalna (ul. Gliwicka 150, róg z ul. Pokoju) – wybudowana pod koniec XIX wieku w stylu historyzmu[93]; narożna, trójkondygnacyjna, zwieńczona dachem dwuspadowym; ze szczytami i balkonami[104],
- Willa wielorodzinna (ul. Gliwicka 151) – z 1907 roku w stylu modernizmu[93] według projektu Emila i Georga Zillmannów; jest to obiekt murowany z cegły i tynkowany, trójkondygnacyjny, kryty dachem czterospadowym; posiada narożny wykusz i pilastry[104],
- Willa wielorodzinna (ul. Gliwicka 153) – z 1906 roku w stylu modernizmu[93] według projektu Franza Edlera; jest to budynek murowany z cegły i tynkowany, dwukondygnacyjny z lukarnami, kryty dachem mansardowym; posiada płaską artykulację tynkową, lizeny, opaski okienne i portal[105],
- Budynek szkoły (ul. Gliwicka 154) – wzniesiony w stylu modernizmu ceglanego na początku XX wieku[93]; trójkondygnacyjny, kryty dachem dwuspadowym; posiada szczyty, gzymsy i blendy[105],
- Kamienica mieszkalna (ul. Gliwicka 156, róg z ul. M. Wolskiego) – wybudowana w stylu modernizmu na początku XX wieku[93]; narożna; z tynkowym parterem, a powyżej ma ceglane elewacje; trójkondygnacyjna, zwieńczona dachem dwuspadowym; posiada boniowane narożniki, obramienia okien i festony[106],
- Pałac w Załężu (ul. Gliwicka 159) – neoklasycystyczny budynek dworski dawnego folwarku, wpisany do rejestru zabytków (nr rej.: A/1473/24 z 8 lipca 1992 roku[63]), wzniesiony w latach 1886–1887[65], przebudowany w 1905 roku według projektu Georga i Emila Zillmannów (następne przebudowy w latach 1924, 1925 i 1933)[78]; na terenie parku przypałacowego zachowała się kolumna z krzyżem prawdopodobnie z drugiej połowy XIX wieku[65],
- Familok (ul. Gliwicka 160) – z końca XIX wieku stylu historyzmu; dwukondygnacyjny, zwieńczony dachem dwuspadowym; posiada gzymsy kordonowe i łuki odcinkowe[106],
- Kamienica mieszkalna (ul. Gliwicka 172) – wzniesiona na początku XX wieku w stylu secesji[93]; z ceglaną elewacją; posiada cztery kondygnacje i nakryta jest dachem jednospadowym; ma dwubarwną dekorację i gzyms wieńczący[107] ,
- Kamienica mieszkalna (ul. Gliwicka 180) – wybudowana pod koniec XIX wieku w stylu modernizmu[93]; ma tynkowany parter, a powyżej elewacja jest ceglana pokryta białą glazurowaną cegłą pionowo artykułowana pionowa płycinami tynkowanymi; jest to obiekt czterokondygnacyjny, zwieńczony dachem dwuspadowym[108],
- Kamienica mieszkalna (ul. Gliwicka 182) – wzniesiona na początku XX wieku w stylu secesji[93]; jest to obiekt murowany z cegły, częściowo tynkowany, czterokondygnacyjny, nakryty dachem dwuspadowym; posiada gzymsy i pionowe artykulacje[109],
- Kamienica mieszkalna (ul. Gliwicka 184, róg z ul. J. Wyplera)[93] – narożna; z przełomu XIX i XX wieku w stylu eklektyzmu ceglanego; jest czterokondygnacyjna, zwieńczona dachem dwuspadowym; posiada elewacje z cegły glazurowanej białej, żółtej i czerwonej, niewielkie ryzality, szczyty, lizeny i balkony o żeliwnych balustradach[110],
- Budynek mieszkalny (ul. Gliwicka 186, ul. J. Wyplera 2)[93] – narożny; z około 1914 roku w stylu modernizmu ceglanego; jest to obiekt czterokondygnacyjny, zwieńczony dwuspadowym dachem; w narożniku znajduje się półokrągły wykusz, a ponadto budynek ma gzymsy kordonowe i portale[110],
- Kamienica mieszkalna (ul. Gliwicka 196) – wzniesiona pod koniec XIX wieku w stylu historyzmu ceglanego[93]; trójkondygnacyjny, zwieńczony jednospadowym dachem; posiada gzyms wieńczący i kordonowy oraz łuki odcinkowe wieńczące otwory okienne[111],
- Familok kopalni „Kleofas” (ul. Gliwicka 200)[93] – z końca XIX wieku w stylu historyzmu ceglanego prostego; jest to obiekt trójkondygnacyjny z poddaszem, nakryty dachem dwuspadowym; posiada skromną artykulację poziomą oraz wnęki okienne[112],
- Schronisko pracowników kopalni „Kleofas” (ul. Gliwicka 204)[93] – obecnie siedziba Śląsko-Dąbrowskiej Spółki Mieszkaniowej i obiekt biurowy; budynek wzniesiono w 1907 roku w stylu historyzującym, następnie rozbudowano około 1920 roku[61],
- Budynek mieszkalny (ul. Gliwicka 205/207/207a) – wzniesiony w 1921 roku stylu modernizmu ceglanego[93] według projektu Emila i Georga Zillmannów; jest to obiekt murowany z cegły, trójkondygnacyjny z lukarnami, zwieńczony dachem dwuspadowym; posiada wykusze, gzymsy, płyciny podokienników o geometrycznej dekoracji oraz półkoliste nadświetla nad wejściami[113],
- Kamienica mieszkalna (ul. Gliwicka 209) – wybudowana na początku XX wieku w stylu modernistycznym[93]; ma elewacje z cegły białej glazurowanej i tynkowany parter; jest czterokondygnacyjna i zwieńczona jest dach jednospadowym; posiada ścianę kolankową i tynkowe opaski okienne[113],
- Kamienica mieszkalna (ul. Gliwicka 211) – wybudowana około 1914 roku w stylu modernizmu ceglanego[93]; jest to obiekt trójkondygnacyjny z lukarnami, zwieńczony dwuspadowym dachem; posiada skromną artykulację poziomą, gzymsy i płyciny podokienników[114],
- Budynek dawnej harcówki (ul. Gliwicka 212) – wzniesiony w latach 30. XX wieku w stylu funkcjonalizmu z elementami stylu okrętowego[93],
- Kamienica mieszkalna (ul. Gliwicka 213, róg z ul. J. Lelewela) – wybudowana na przełomie XIX i XX wieku w stylu modernizmu i historyzmu[93]; narożna; jest to obiekt trójkondygnacyjny, zwieńczony jednospadowym dachem; posiada ozdobny gzyms i dekoracje z zielonej cegły[114],
- Budynek Ośrodka Sportowego Gliwicka (ul. Gliwicka 214) – wzniesiony w latach 30. XX wieku w stylu funkcjonalizmu z elementami stylu okrętowego[93],
- Kamienica mieszkalna (ul. Gliwicka 227/229) – wybudowana około 1914 roku w stylu modernizmu ceglanego[93]; jest to obiekt murowany z cegły, trójkondygnacyjny z lukarnami, zwieńczony dachem dwuspadowym, posiada nieznacznie wysunięte wykusze na elewacjach, półokrągły wykusz narożny, gzyms kordonowy, artykulację pionową i portale[115],
- Budynki mieszkalne – zespół familoków (ul. Gliwicka 231/233) – zespół wzniesiono na przełomie XIX i XX wieku w stylu historyzmu ceglanego prostego[93]; są to obiekty trójkondygnacyjne, zwieńczone dwuspadowym dachem; ze zdwojonymi lukami odcinkowymi wieńczącymi otwory okienne i gzymsami kordonowymi[115],
- Zespół bliźniaczych domów robotniczych (ul. Gliwicka 236-274 i 278-300, numery parzyste) – wybudowany w latach 1927–1928 w stylu modernizmu[22]; jest to kolonia robotnicza domów jednorodzinnych bliźniaczych w otoczeniu ogródków; budynki są tynkowane, przeważnie jednokondygnacyjne z lukarną[115],
- Budynek szkoły osiedlowej (ul. Gliwicka 276) – wzniesiony pomiędzy 1930 a 1932 rokiem w stylu funkcjonalizmu[93]; jest to budynek dawnej Szkoły Podstawowej nr 24; tynkowany, dwu- i trójkondygnacyjny, zwieńczony dachem płaskim; posiada skromne dekoracje i częściowo dwukondygnacyjne okna[116].

Obiekty nieistniejące:

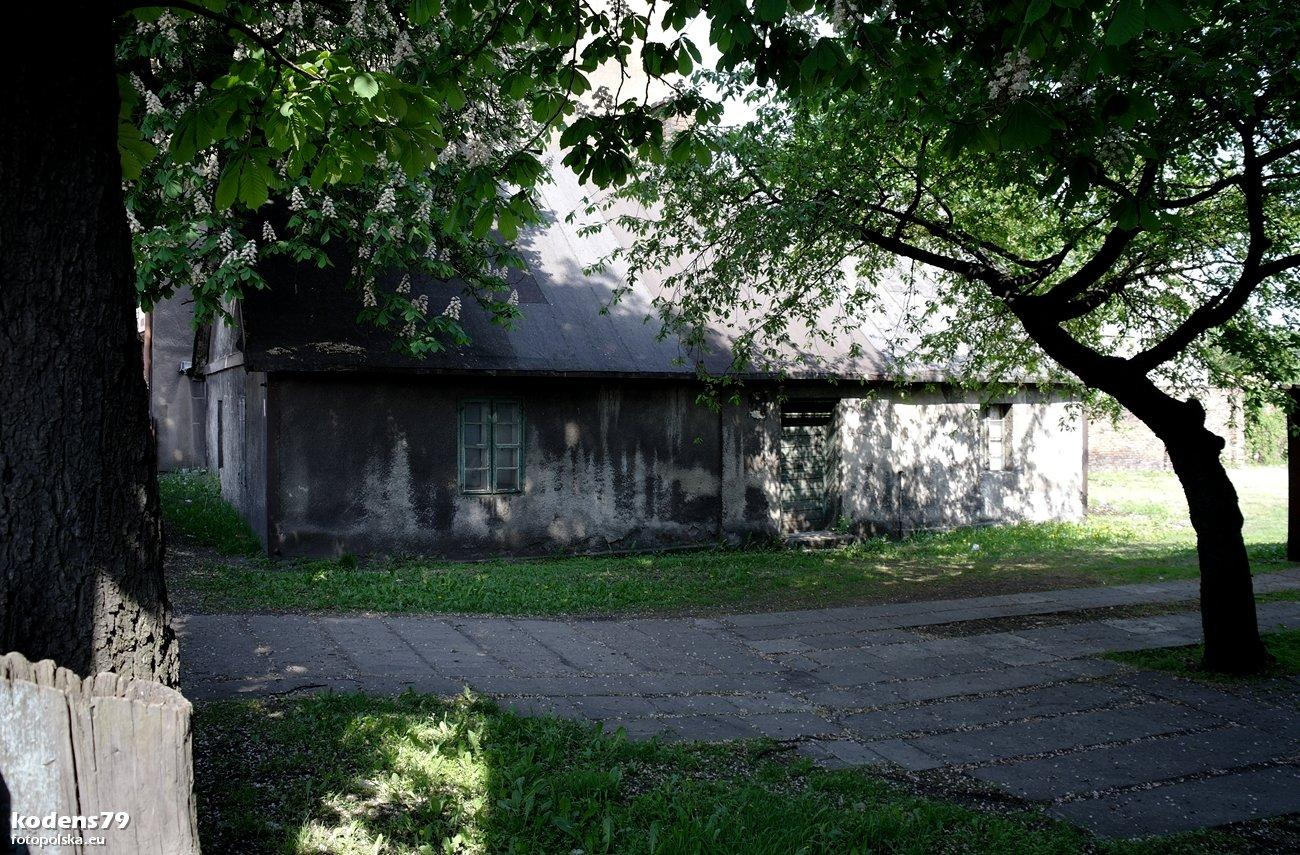
Nieistniejąca chata (ul. Gliwicka 85)

- Zespół dawnej fabryki „Mundus” (ul. Gliwicka 20)[117] – wzniesiony pomiędzy 1890 a 1905 rokiem[118]; wyburzony w 2014 roku[119],
- Chata (ul. Gliwicka 85)[70] – z 1833 roku; wyburzona w połowie maja 2023 roku[120]; był to budynek jednokondygnacyjny, zwieńczony dachem dwuspadowym[82].

Pomniki i miejsca pamięci:

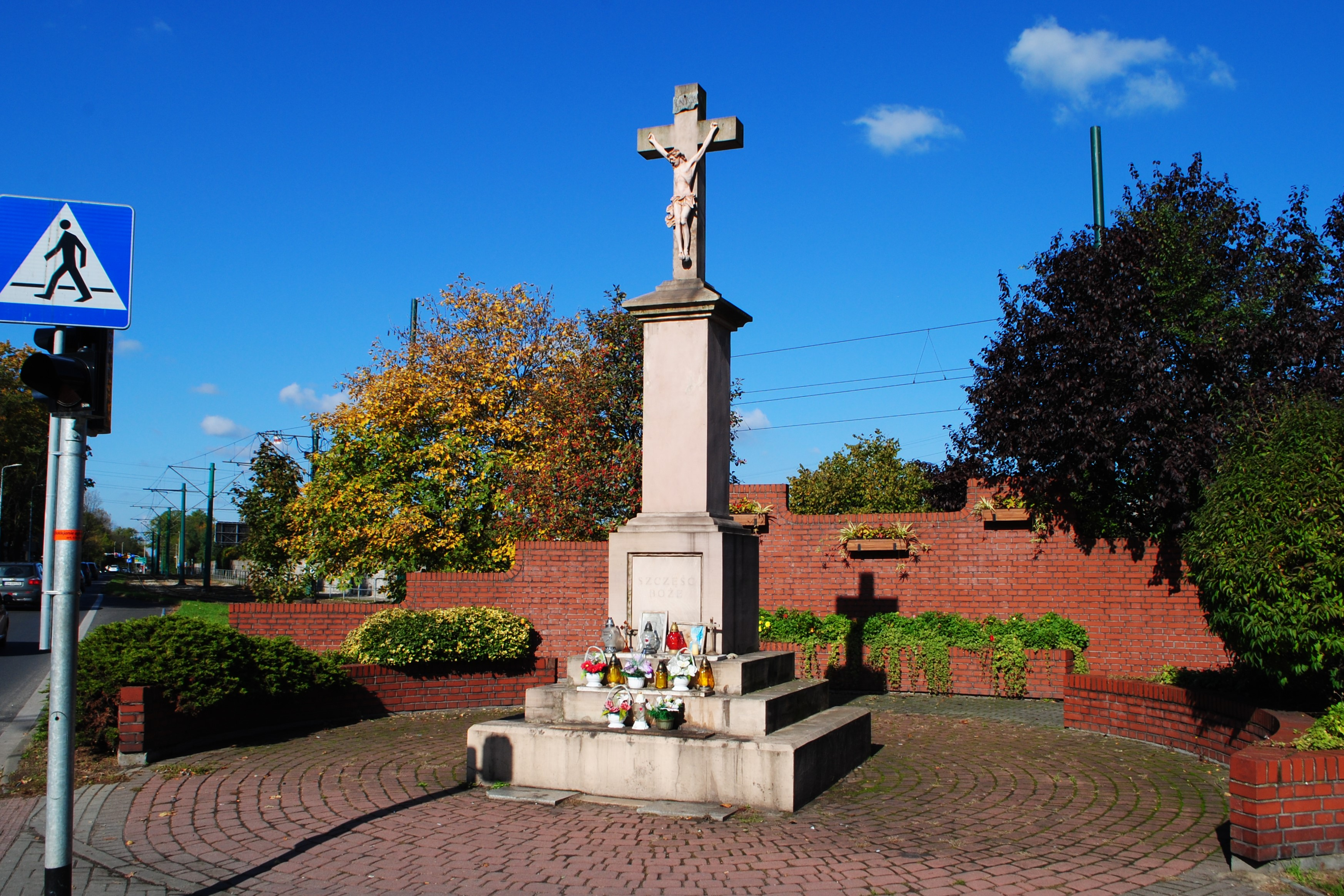
Krzyż przy skrzyżowaniu ulic Gliwickiej i Wiśniowej (2024)

- Tablica pamiątkowa (ul. Gliwicka 9, na fasadzie kamienicy) – upamiętniająca Bolesława Mierzejewskiego, aktora, reżysera i śpiewaka operetkowego[121],
- Figurka beboka (ul. Gliwicka 17) – o imieniu Ecik, przedstawiona w roli adwokata; odsłonięta 17 października 2024 roku[122],
- Tablica pamiątkowa (ul. Gliwicka 17, na fasadzie) – poświęcona pamięci 188 adwokatów górnośląskich, zamordowanych w latach 1939–1945 przez Niemców[123],
- Pomnik-krzyż z tablicą (ul. Gliwicka, na placu przed kościołem pw. św. Józefa) – ku czci poległych w czasie powstań śląskich i zgładzonych w czasie II wojny światowej w obozach koncentracyjnych[124];
- Tablice pamiątkowe (ul. Gliwicka, wewnątrz kościoła pw. św. Józefa) – upamiętniająca ks. prał. Józefa Kubisa, pierwszego proboszcza w latach 1900–1942 parafii rzymskokatolickiej św. Józefa[125], odsłonięta w sześćdziesięciolecie kościoła i parafii; tablice upamiętniające górników, którzy zginęli w katastrofie górniczej w kopalni „Cleophas” z 3 na 4 marca 1896 roku, przeniesione z cechowni KWK „Kleofas”[123],
- Figurka beboczki (ul. Gliwicka 107) – o imieniu Cukerzołza, przedstawiona z tortem i rożdżką; odsłonięta w styczniu 2025 roku[126],
- Tablica pamiątkowa (ul. Gliwicka 120; na fasadzie budynku d. ratusza gminy Załęże) – umieszczona w 2010 roku, upamiętniającą 650 rocznicę powstania Załęża[121], a de facto rocznicę pierwszej pisemnej wzmianki o tej części miasta[127],
- Tablica pamiątkowa (ul. Gliwicka 148a w d. budynku szkolnym) – poświęcona Marii Grzegorzewskiej[121],
- Tablica pamiątkowa (ul. Gliwicka 276, w budynku szkolnym) – upamiętniająca czterdziestą rocznicę wybuchu III powstania śląskiego oraz nadania ówczesnej szkole imienia Powstańców Śląskich[123],
- Krzyże przydrożne z figurami (przy skrzyżowaniu ul. Gliwickiej z ul. P. Pośpiecha[93] oraz przy skrzyżowaniu ul. Gliwickiej z ul. Wiśniową[121]).

## Gospodarka i instytucje

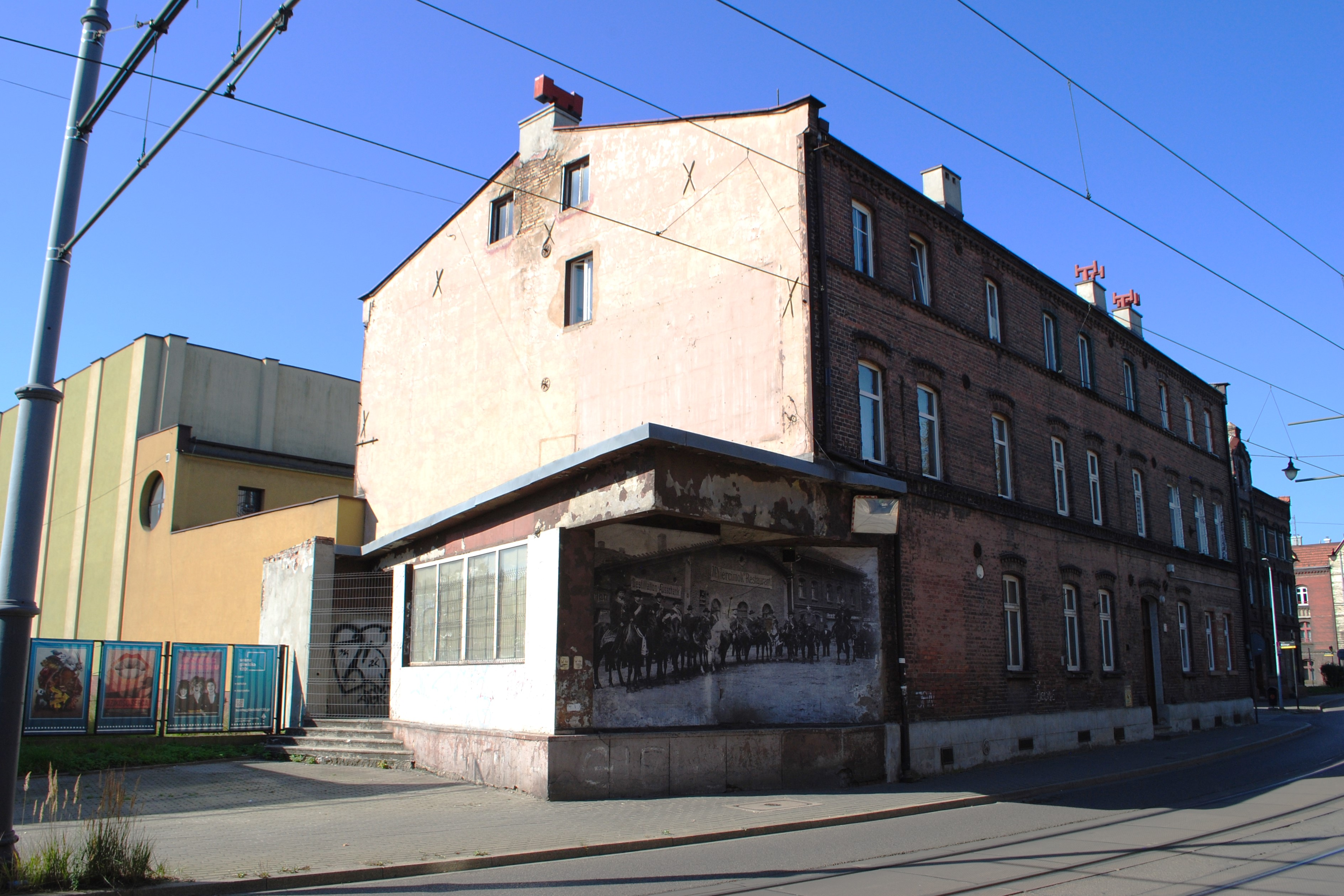
Siedziba Teatru Gry i Ludzie (ul. Gliwicka 120; za kamienicą)

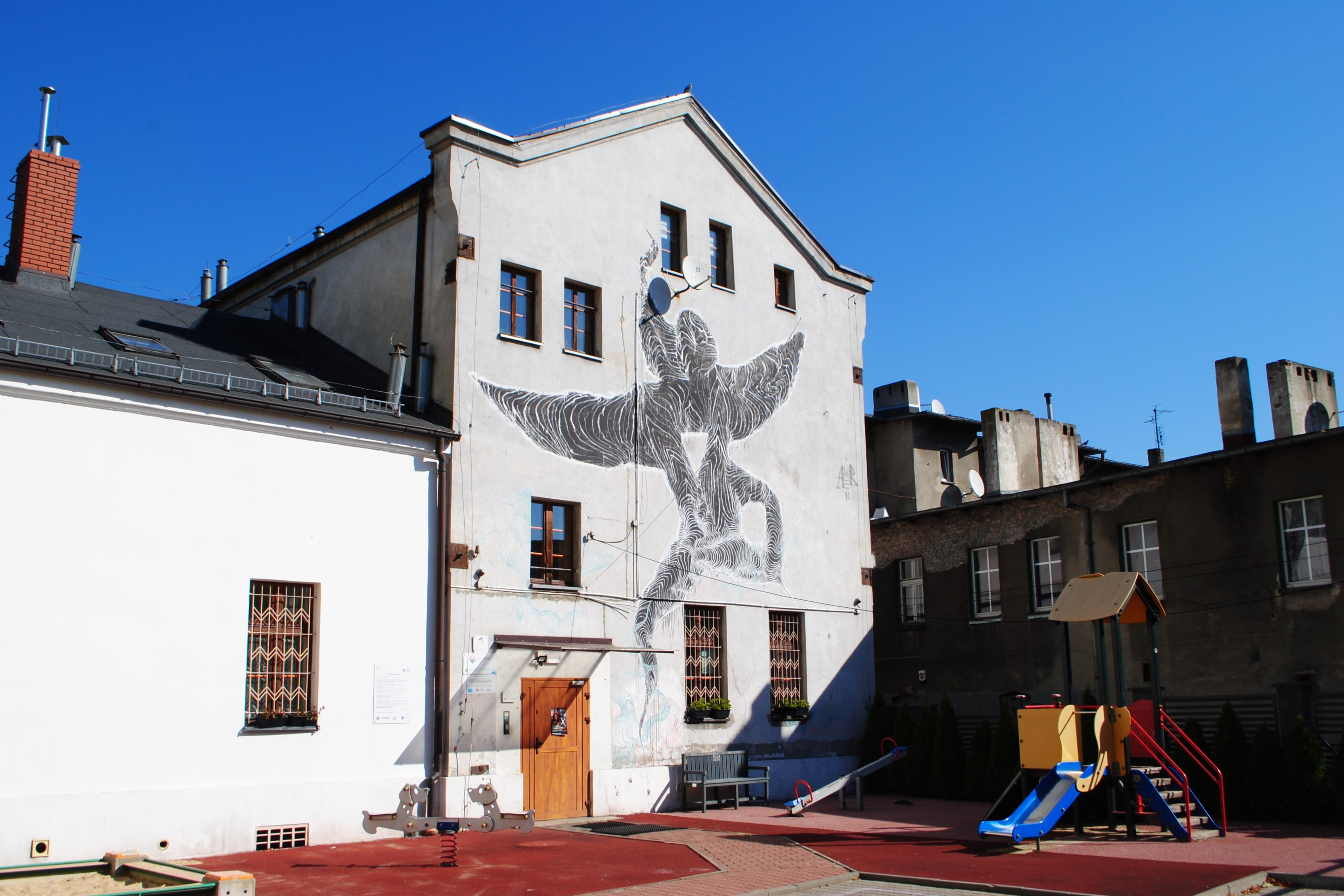
Świetlica Stowarzyszenia Pomocy Dzieciom i Młodzieży „Dom Aniołów Stróżów” (ul. Gliwicka 148)

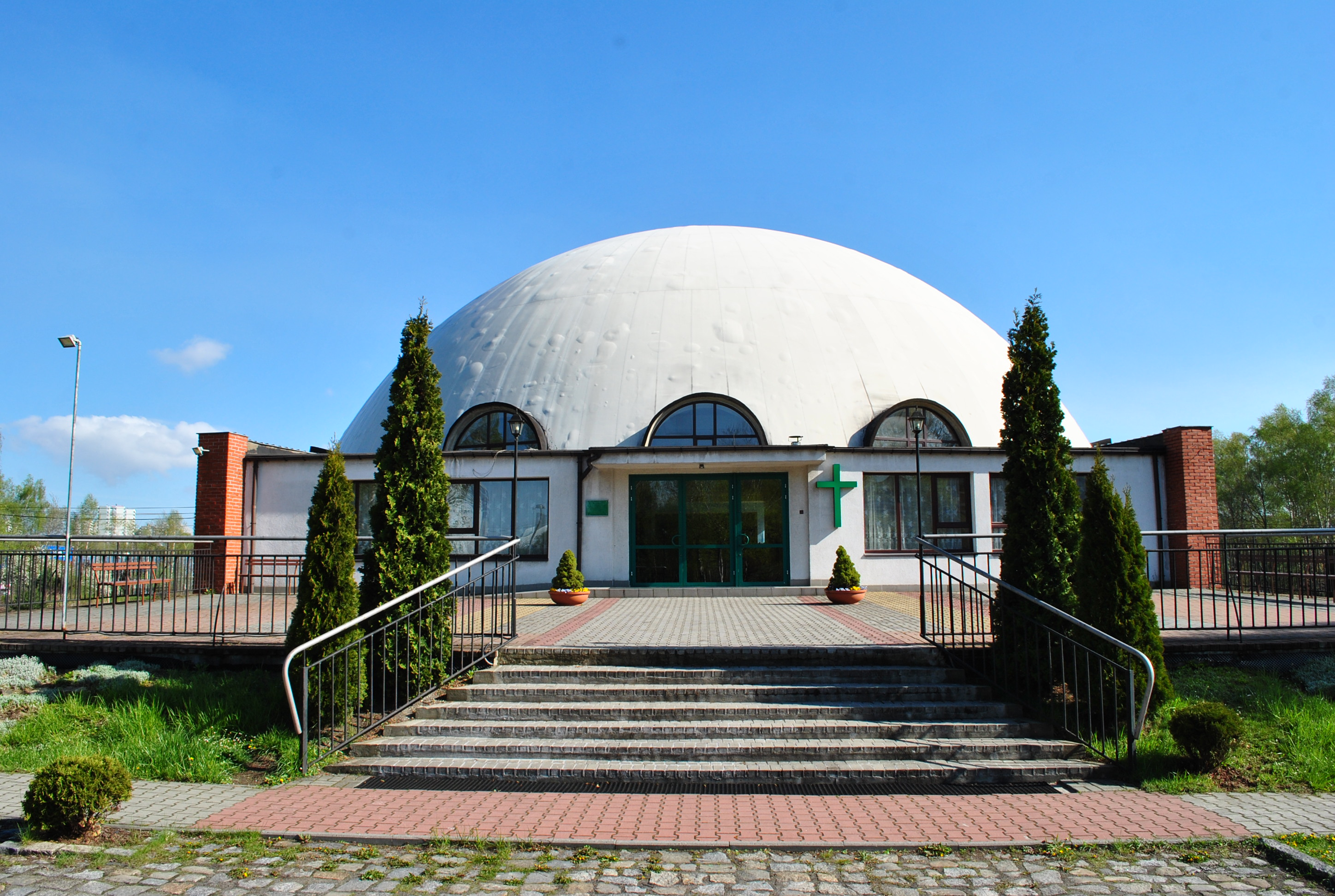
Kaplica zboru zielonoświątkowców „Betania” (ul. Gliwicka 267)

W połowie listopada 2024 roku w systemie REGON zarejestrowanych było około 1 040 podmiotów gospodarczych z siedzibą przy ulicy Gliwickiej. Swoją siedzibę mają tu m.in. następujące placówki i instytucje:
- Stowarzyszenie Teatr Cogitatur (ul. Gliwicka 9a)[129][130],
- Okręgowa Rada Adwokacka w Katowicach (ul. Gliwicka 17)[131],
- Punkt 44 (ul. Gliwicka 44)[132][130],
- Hutniczo-Górnicza Spółdzielnia Mieszkaniowa (ul. Gliwicka 65)[133],
- Świetlica Specjalistyczna nr 3 Miejskiego Ośrodka Pomocy Społecznej w Katowicach (ul. Gliwicka 74a)[134],
- Rzymskokatolicka parafia św. Józefa w Katowicach-Załężu (ul. Gliwicka 76)[135],
- Chrześcijańska Organizacja Charytatywna „Tabita” w Katowicach (ul. Gliwicka 87)[136],
- Filia nr 3 Miejskiej Biblioteki Publicznej w Katowicach (ul. Gliwicka 93)[137],
- Terenowy Punkt Pomocy Społecznej Miejskiego Ośrodka Pomocy Społecznej w Katowicach (ul. Gliwicka 96)[134],
- Klub Wysoki Zamek (ul. Gliwicka 96a)[138],
- Miejski Zespół ds. Orzekania o Niepełnosprawności Miejskiego Ośrodka Pomocy Społecznej w Katowicach (ul. Gliwicka 102)[134],
- Dwugwiazdkowy hotel Załęże (ul. Gliwicka 106)[139],
- Teatr Gry i Ludzie (ul. Gliwicka 120)[140],
- Filia Urzędu Pocztowego Katowice 25 (ul. Gliwicka 127)[141],
- Świetlica terapeutyczna Stowarzyszenia Pomocy Dzieciom i Młodzieży „Dom Aniołów Stróżów” (ul. Gliwicka 148)[142],
- Teatr Żelazny (ul. Gliwicka 148a)[143],
- Rada i Zarząd Dzielnicy nr 7 Załęże (ul. Gliwicka 150)[144],
- Wojewódzkie Stowarzyszenie Sportu i Rehabilitacji Niepełnosprawnych „Start” (ul. Gliwicka 150)[145],
- Zakład Targowisk Miejskich w Katowicach (ul. Gliwicka 154)[146],
- Miejskie Przedszkole nr 30 w Katowicach (w Zespole Szkół i Placówek nr 2 w Katowicach; ul. Gliwicka 157)[147],
- Szpital Avimed Katowice (ul. Gliwicka 159)[148],
- Dom Zakonny Zakonu Braci Mniejszych Kapucynów w Katowicach (ul. Gliwicka 195)[149],
- Śląsko-Dąbrowska Spółka Mieszkaniowa (ul. Gliwicka 204)[150],
- Miejskie Przedszkole nr 39 im. Tajemniczego Ogrodu w Katowicach (ul. Gliwicka 212)[151],
- Ośrodek Sportowy Gliwicka (ul. Gliwicka 214)[152],
- Zespół Szkół nr 7 im. Stanisława Mastalerza w Katowicach (ul. Gliwicka 228)[153],
- Zbór Kościoła Zielonoświątkowego „Betania” (ul. Gliwicka 267)[154][155],
- Społeczna Szkoła Podstawowa „Omega” im. Górnośląskich Noblistów w Katowicach (ul. Gliwicka 276)[156].